# Bloco de Leste

A situação política na Europa durante a Guerra Fria depois de 1948.

O Bloco Oriental, também conhecido como Bloco do Leste, Bloco Comunista (Combloc), Bloco Socialista e Bloco Soviético, foi a coalizão de estados comunistas da Europa Central e Oriental, Ásia, África e América Latina que estavam alinhados com a União Soviética e existiu durante a Guerra Fria (1947-1991). Estes estados seguiram a ideologia do marxismo-leninismo, em oposição ao Bloco Ocidental capitalista. O Bloco Oriental era frequentemente chamado de "Segundo Mundo", enquanto o termo "Primeiro Mundo" referia-se ao Bloco Ocidental e "Terceiro Mundo" referia-se aos países não alinhados que estavam principalmente na África, Ásia e América Latina, mas notavelmente também incluía a ex-aliada soviética pré-1948, a Iugoslávia, que estava localizada na Europa.
Na Europa Ocidental, o termo Bloco Oriental geralmente se referia à URSS e aos países da Europa Central e Oriental no Comecon (Alemanha Oriental, Polônia, Tchecoslováquia, Hungria, Romênia, Bulgária e Albânia).  Na Ásia, o Bloco Oriental compreendia a Mongólia, Vietnã, Laos, Kampuchea,  Coreia do Norte, Iêmen do Sul, Síria e a China. Nas Américas, os países alinhados com a União Soviética incluíram Cuba a partir de 1961 e, por períodos limitados, Nicarágua e Granada.

## Terminologia
O termo Bloco de Leste foi frequentemente usado de forma intercambiável com o termo Segundo Mundo. Este uso mais amplo do termo incluiria não apenas a China maoísta e o Camboja, mas também satélites soviéticos de curta duração, como a Segunda República do Turquestão Oriental (1944-1949), a República Popular do Azerbaijão (1945-1946) e a República de Mahabad. (1946), bem como os estados marxistas-leninistas que abrangem o Segundo e Terceiro Mundos antes do fim da Guerra Fria: a República Democrática Popular do Iêmen (a partir de 1967), a República Popular do Congo (a partir de 1969), a República Popular República do Benin, a República Popular de Angola e a República Popular de Moçambique desde 1975, o Governo Revolucionário Popular de Granada de 1979 a 1983, o Derg / República Democrática Popular da Etiópia desde 1974, e a República Democrática da Somália de 1969 até a Guerra de Ogaden em 1977. Embora não seja marxista-leninista, a liderança da Síria Baathista considerava oficialmente o país como parte do Bloco Socialista e estabeleceu uma estreita aliança económica e militar com a União Soviética.
Muitos estados foram acusados pelo Bloco Ocidental de pertencerem ao Bloco Oriental quando faziam parte do Movimento Não Alinhado. A definição mais limitada do Bloco de Leste incluiria apenas os estados do Pacto de Varsóvia e a República Popular da Mongólia como antigos estados satélites mais dominados pela União Soviética. O desafio de Cuba ao controlo soviético completo foi suficientemente digno de nota para que Cuba fosse por vezes excluída como estado satélite, uma vez que por vezes intervinha noutros países do Terceiro Mundo, mesmo quando a União Soviética se opunha a isso.
O uso pós-1991 do termo "Bloco de Leste" pode ser mais limitado ao se referir aos estados que formaram o Pacto de Varsóvia (1955-1991) e à Mongólia (1924-1991), que não são mais estados comunistas. Às vezes, são mais genericamente referidos como "os países da Europa Oriental sob o comunismo", excluindo a Mongólia, mas incluindo a Iugoslávia e a Albânia, que romperam relações com a União Soviética na década de 1960.
Embora a Iugoslávia fosse um país socialista, não era membro do Comecon ou do Pacto de Varsóvia. Separando-se da URSS em 1948, a Iugoslávia não pertencia ao Leste, mas também não pertencia ao Ocidente devido ao seu sistema socialista e ao seu estatuto de membro fundador do Movimento Não Alinhado. No entanto, algumas fontes consideram a Iugoslávia um membro do Bloco Oriental.   Outros consideram que a Iugoslávia não é membro depois de romper com a política soviética na ruptura Tito-Stalin de 1948.

## Estados

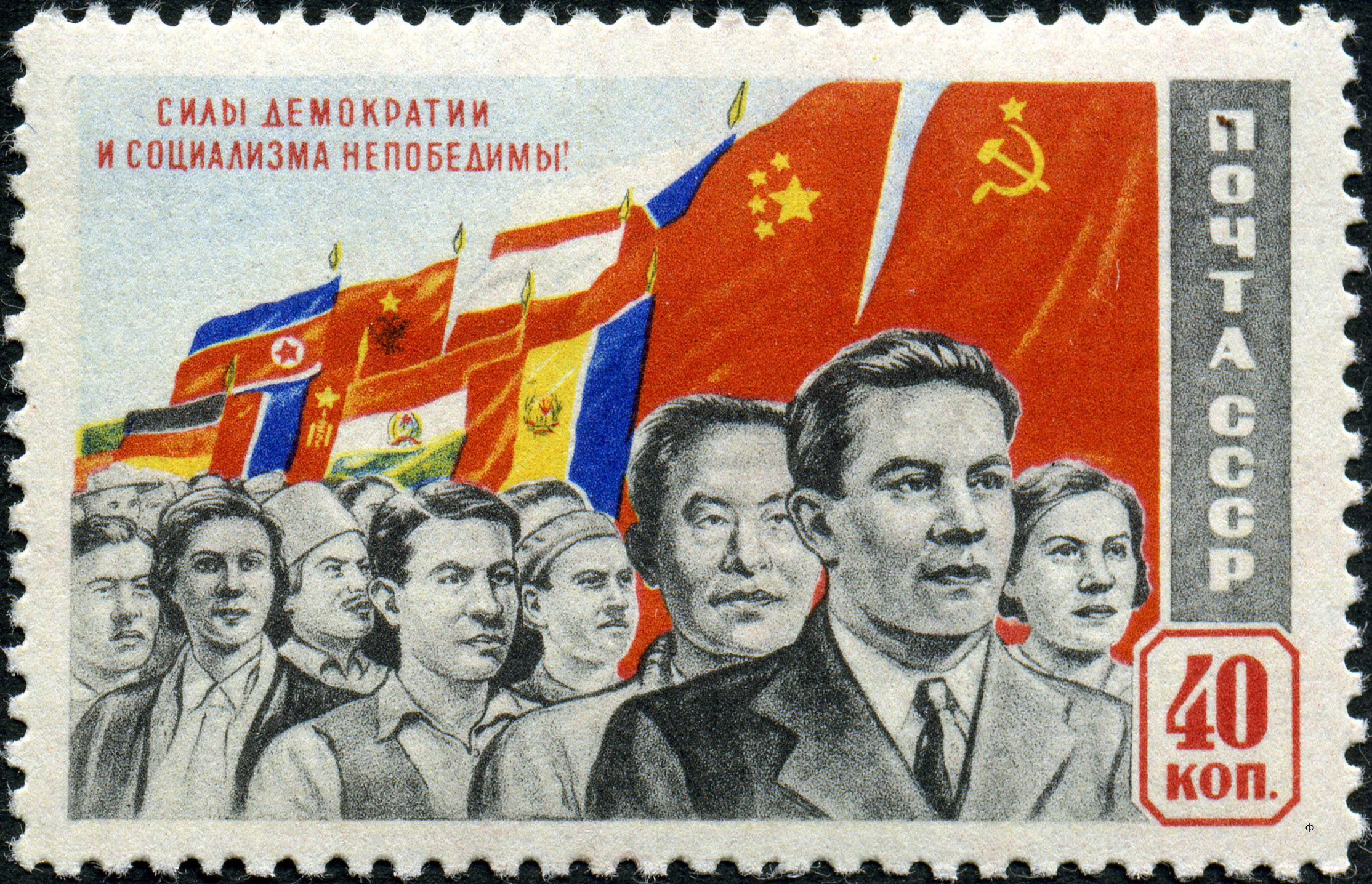
Selo soviético de 1950, representando as bandeiras e os povos dos estados comunistas da época, incluindo os da Europa Oriental

### Comecon (1949–1991) e Pacto de Varsóvia (1955–1991)
- República Popular Socialista da Albânia (1946–1991, deixou de participar das atividades do Comecon e do Pacto de Varsóvia em 1961, depois retirou-se oficialmente em 1968 do PV e em 1987 do Comecon)
- República Popular da Bulgária (1946–1990)
- Cuba (a partir de 1959)
- República Socialista da Tchecoslováquia (1948–1989)
- Alemanha Oriental (1949–1989; anteriormente como Zona de ocupação soviética da Alemanha, 1945–1949)
- República Popular da Hungria (1949–1989)
- República Popular da Mongólia (1924–1990)
- República Popular da Polônia (1947–1989)
- República Socialista da Romênia (1947–1989, participação limitada nas atividades do Pacto de Varsóvia após 1964)[Nota 3]
- União Soviética (1922–1991; anteriormente como República Socialista Federativa Soviética da Rússia, 1917–1922)
  -  República Socialista Soviética da Bielorrússia (1919–1991, Estado membro da ONU a partir de 1945)
  -  República Socialista Soviética da Ucrânia (1919–1991, Estado membro da ONU a partir de 1945)
- Vietnã (1976–1989, anteriormente como Vietnã do Norte 1945–1976 e República do Vietname do Sul 1975–1976)

### Estados alinhados
- República Democrática do Afeganistão (1978–1991)
- República Popular de Angola (1975–1991)
- República Popular do Benim (1975–1990)
- China (1949–1961)[Nota 4]
- República Popular do Congo (1969–1991)
- República Democrática Popular da Etiópia (1987–1991, anteriormente como Governo Militar Provisório da Etiópia Socialista (DERG), 1974–1987)
- Granada (1979–1983)
- República Popular do Kampuchea (1979–1989)
- Coreia do Norte (1948–1990, anteriormente como Administração Civil Soviética na Coreia, 1945–1948)
- Laos (1975–1989)
- República Popular de Moçambique (1975–1990)
- Seychelles (1977-1991)
- Somália (1969–1991; alinhamento rompido em 1978)
- República Democrática Popular do Iêmen (1967–1990)
- Síria (1963–1991)[25][26][27]
- República Socialista Federativa da Iugoslávia (1945–1948)[Nota 5]

## Fundação

Mudanças na fronteira da área do Bloco Oriental de 1938 a 1948

Em 1922, a República Socialista Federativa Soviética da Rússia, a República Socialista Soviética da Ucrânia, a República Socialista Soviética da Bielorrússia e a República Socialista Federativa Soviética Transcaucasiana aprovaram o Tratado de Criação da União Soviética e a Declaração da Criação da URSS, formando a União Soviética. O líder soviético Josef Stalin, que via a União Soviética como uma "ilha socialista", afirmou que a União Soviética deve cuidar para que "o atual cerco capitalista seja substituído por um cerco socialista".

### Expansão da União Soviética de 1939 a 1940
Em 1939, a URSS celebrou o Pacto Molotov-Ribbentrop com a Alemanha Nazista que continha um protocolo secreto que dividia a Roménia, a Polónia, a Letónia, a Lituânia, a Estónia e a Finlândia em esferas de influência alemã e soviética. A Polónia Oriental, a Letónia, a Estónia, a Finlândia e a Bessarábia, no norte da Roménia, foram reconhecidas como partes da esfera de influência soviética. A Lituânia foi adicionada em um segundo protocolo secreto em setembro de 1939.
A União Soviética invadiu as partes da Polônia oriental que lhe foram atribuídas pelo Pacto Molotov-Ribbentrop duas semanas após a invasão alemã da Polónia ocidental, seguida pela coordenação com as forças alemãs na Polónia. Durante a ocupação da Polônia Oriental pela União Soviética, os soviéticos liquidaram o Estado polaco e uma reunião germano-soviética abordou a futura estrutura da "região polaca". As autoridades soviéticas iniciaram imediatamente uma campanha de sovietização das áreas recentemente anexadas pela União Soviética. As autoridades soviéticas coletivizaram a agricultura e nacionalizaram e redistribuíram a propriedade privada e estatal polaca.
As ocupações soviéticas iniciais dos países bálticos ocorreram em meados de junho de 1940, quando as tropas soviéticas do NKVD invadiram postos fronteiriços na Lituânia, Estônia e Letônia, seguidas pela liquidação das administrações estatais e substituição por quadros soviéticos. As eleições para o parlamento e outros cargos foram realizadas com candidatos únicos listados e os resultados oficiais fabricados, alegando a aprovação dos candidatos pró-soviéticos por 92,8 por cento dos eleitores na Estónia, 97,6 por cento na Letónia e 99,2 por cento na Lituânia. As "assembleias populares" fraudulentamente instaladas declararam imediatamente cada um dos três países correspondentes como "Repúblicas Socialistas Soviéticas" e solicitaram a sua "admissão na União Soviética de Stalin". Isso resultou formalmente na anexação da Lituânia, Letônia e Estônia pela União Soviética em agosto de 1940. A comunidade internacional condenou esta anexação dos três países bálticos e considerou-a ilegal.
Em 1939, a União Soviética tentou, sem sucesso, uma invasão da Finlândia, após a qual as partes celebraram um tratado de paz provisório concedendo à União Soviética a região oriental da Carélia (10% do território finlandês), e a República Socialista Soviética Carelo-Finlandesa foi estabelecida através da fusão dos territórios cedidos com a República Socialista Soviética Autônoma da Carélia. Depois de um ultimato soviético em junho de 1940 exigindo a Bessarábia, a Bucovina e a região de Herța da Romênia, os soviéticos entraram nessas áreas, a Romênia cedeu às exigências soviéticas e os soviéticos ocuparam os territórios.

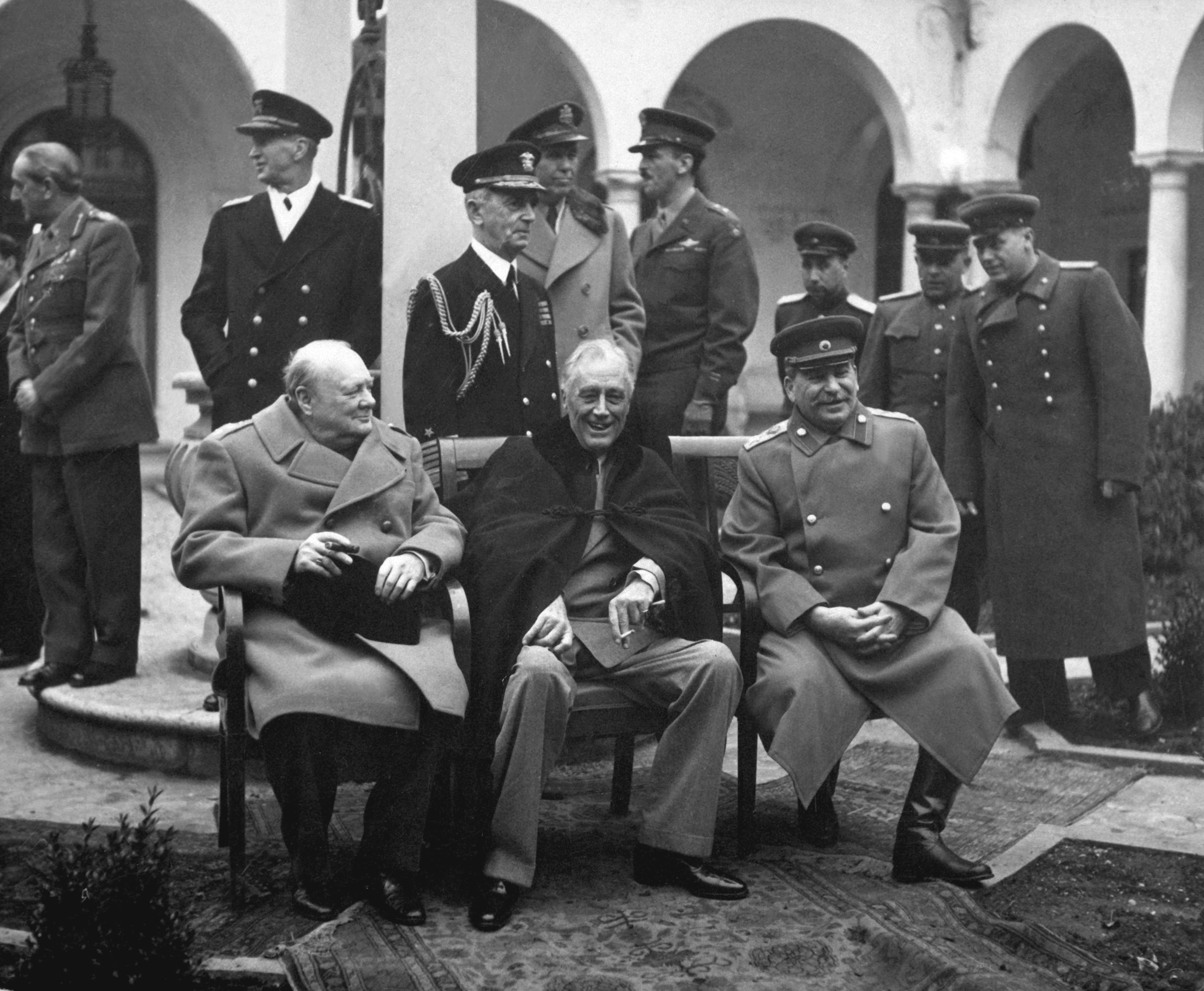
Os Três Grandes (Primeiro Ministro Britânico Winston Churchill, Presidente dos EUA Franklin D. Roosevelt e Primeiro Ministro da União Soviética Joseph Stalin) na Conferência de Yalta, fevereiro de 1945

### Conferências da Frente Oriental e Aliadas
Em junho de 1941, a Alemanha rompeu o pacto Molotov-Ribbentrop ao invadir a União Soviética. Desde o momento desta invasão até 1944, as áreas anexadas pela União Soviética faziam parte da Ostland da Alemanha (exceto a República Socialista Soviética da Moldávia). Depois disso, a União Soviética começou a empurrar as forças alemãs para o oeste através de uma série de batalhas na Frente Oriental.
No rescaldo da Segunda Guerra Mundial na fronteira soviético-finlandesa, as partes assinaram outro tratado de paz cedendo à União Soviética em 1944, seguido por uma anexação soviética de aproximadamente os mesmos territórios orientais da Finlândia que os do tratado de paz provisório anterior como parte da República Socialista Soviética Carelo-Finlandesa.
De 1943 a 1945, ocorreram várias conferências sobre a Europa do pós-guerra que, em parte, abordaram a potencial anexação e controle soviético de países da Europa Central. Havia vários planos aliados para a ordem estatal na Europa Central no pós-guerra. Enquanto Josef Stalin tentava colocar o maior número possível de estados sob o controle soviético, o primeiro-ministro britânico Winston Churchill preferia uma Confederação Centro-Europeia do Danúbio para combater esses países contra a Alemanha e a Rússia. A política soviética de Churchill em relação à Europa Central diferia enormemente da do presidente americano Franklin D. Roosevelt, com o ex-líder soviético Stalin sendo um tirano semelhante ao "diabo" liderando um sistema vil.
Quando alertado sobre o potencial domínio de uma ditadura de Estaline sobre parte da Europa, Roosevelt respondeu com uma declaração resumindo a sua lógica para as relações com Stalin: "Tenho apenas um palpite de que Stalin não é esse tipo de homem.... Acho que se eu lhe der tudo o que posso e não lhe pedir nada em troca, obrigação nobre, ele não tentará anexar nada e trabalhará comigo por um mundo de democracia e paz". Ao reunir-se com Stalin e Roosevelt em Teerã,  em 1943, Churchill afirmou que a Grã-Bretanha estava vitalmente interessada em restaurar a Polónia como um país independente. A Grã-Bretanha não pressionou o assunto por medo de que se tornasse uma fonte de atrito entre aliados.
Em Fevereiro de 1945, na Conferência de Ialta, Staline exigiu uma esfera soviética de influência política na Europa Central. Stalin acabou sendo convencido por Churchill e Roosevelt a não desmembrar a Alemanha. Stalin afirmou que a União Soviética manteria o território do leste da Polónia que já tinham tomado através da invasão em 1939, e queria um governo polaco pró-soviético no poder no que restaria da Polónia. Após a resistência de Churchill e Roosevelt, Estaline prometeu uma reorganização do actual governo pró-soviético numa base democrática mais ampla na Polónia. Afirmou que a principal tarefa do novo governo seria preparar as eleições.
As partes em Ialta concordaram ainda que os países da Europa libertada e os antigos satélites do Eixo seriam autorizados a "criar instituições democráticas da sua própria escolha", de acordo com "o direito de todos os povos de escolher a forma de governo sob a qual viverão". As partes também concordaram em ajudar esses países a formar governos interinos "comprometidos com o estabelecimento o mais rápido possível através de eleições livres" e "facilitar sempre que necessário a realização de tais eleições".
No início da Conferência de Potsdam, de julho a agosto de 1945, após a rendição incondicional da Alemanha, Stalin repetiu promessas anteriores a Churchill de que se absteria de uma "sovietização" da Europa Central. Além das reparações, Stalin pressionou por "espólios de guerra", que permitiriam à União Soviética confiscar diretamente propriedades das nações conquistadas, sem limitação quantitativa ou qualitativa. Foi adicionada uma cláusula permitindo que isso ocorresse com algumas limitações.

## Dinâmica de transformação oculta

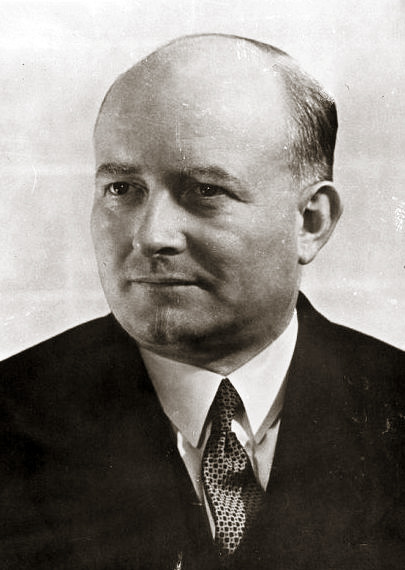
Stanisław Mikołajczyk, primeiro-ministro polonês durante a Segunda Guerra Mundial, fugiu da Polônia em 1947 após enfrentar prisão e perseguição.

No início, os soviéticos ocultaram o seu papel noutras políticas do Bloco de Leste, com a transformação a aparecer como uma modificação da "democracia burguesa" ocidental. Como foi dito a um jovem comunista na Alemanha Oriental, “tem de parecer democrático, mas devemos ter tudo sob nosso controlo”. Estaline sentiu que a transformação socioeconómica era indispensável para estabelecer o controlo soviético, reflectindo a visão marxista-leninista de que as bases materiais, a distribuição dos meios de produção, moldavam as relações sociais e políticas. A União Soviética também cooptou os países da Europa Oriental para a sua esfera de influência, fazendo referência a alguns pontos culturais comuns.
Quadros treinados em Moscovo foram colocados em posições de poder cruciais para cumprir ordens relativas à transformação sociopolítica. A eliminação do poder social e financeiro da burguesia através da expropriação da propriedade fundiária e industrial recebeu prioridade absoluta. Estas medidas foram publicamente anunciadas como “reformas” e não como transformações socioeconómicas. Exceto inicialmente na Tchecoslováquia, as atividades dos partidos políticos tiveram que aderir à "política de bloco", com os partidos eventualmente tendo que aceitar a adesão a um "bloco antifascista" obrigando-os a agir apenas por "consenso" mútuo. O sistema de bloco permitiu à União Soviética exercer indiretamente o controlo interno.
Departamentos cruciais, como os responsáveis pelo pessoal, a polícia geral, a polícia secreta e a juventude, eram estritamente administrados pelos comunistas. Os quadros de Moscou distinguiram as “forças progressistas” dos “elementos reacionários” e tornaram ambos impotentes. Tais procedimentos foram repetidos até que os comunistas ganharam poder ilimitado e apenas permaneceram os políticos que apoiavam incondicionalmente a política soviética.

## Eventos iniciais que levaram a um controle mais rigoroso

Os "Três Mundos" da Guerra Fria (entre 30 de abril e 24 de junho de 1975):
Primeiro Mundo: Países alinhados com o Bloco Ocidental (ou seja, OTAN e aliados), liderados pelos Estados Unidos
Segundo Mundo: Países alinhados com o Bloco de Leste (ou seja, Pacto de Varsóvia, China e aliados), liderados pela União Soviética
Terceiro Mundo: O Movimento Não Alinhado, liderado pela Índia e pela Iugoslávia, e outros países neutros

### Rejeição do Plano Marshall
Em junho de 1947, depois de os soviéticos se terem recusado a negociar uma potencial redução das restrições ao desenvolvimento alemão, os Estados Unidos anunciaram o Plano Marshall, um programa abrangente de assistência americana a todos os países europeus que quisessem participar, incluindo a União Soviética e os do Leste. Europa. Os soviéticos rejeitaram o Plano e assumiram uma posição linha-dura contra os Estados Unidos e as nações europeias não comunistas. Contudo, a Checoslováquia estava ansiosa por aceitar a ajuda dos EUA; o governo polaco teve uma atitude semelhante, e isto foi de grande preocupação para os soviéticos.
Num dos sinais mais claros do controlo soviético sobre a região até então, o ministro dos Negócios Estrangeiros checoslovaco, Jan Masaryk, foi convocado a Moscovo e repreendido por Stalin por considerar aderir ao Plano Marshall. O primeiro-ministro polaco, Józef Cyrankiewicz, foi recompensado pela rejeição polaca do Plano com um enorme acordo comercial de 5 anos, incluindo 450 milhões de dólares em crédito, 200 mil toneladas de grãos, maquinaria pesada e fábricas.
Em Julho de 1947, Estaline ordenou a estes países que se retirassem da Conferência de Paris sobre o Programa de Recuperação Europeia, que foi descrita como “o momento da verdade” na divisão da Europa pós -Segunda Guerra Mundial . Posteriormente, Stalin procurou um controlo mais forte sobre outros países do Bloco Oriental, abandonando a aparência anterior de instituições democráticas. Quando se verificou que, apesar da forte pressão, os partidos não-comunistas poderiam receber mais de 40% dos votos nas eleições húngaras de Agosto de 1947, foram instituídas repressões para liquidar quaisquer forças políticas independentes.
Nesse mesmo mês, começou a aniquilação da oposição na Bulgária com base em instruções contínuas dos quadros soviéticos. Numa reunião de todos os partidos comunistas no final de Setembro de 1947, em Szklarska Poręba, os partidos comunistas do Bloco Oriental foram acusados de permitirem uma influência ainda menor de não-comunistas nos seus respectivos países durante o período que antecedeu o Plano Marshall.

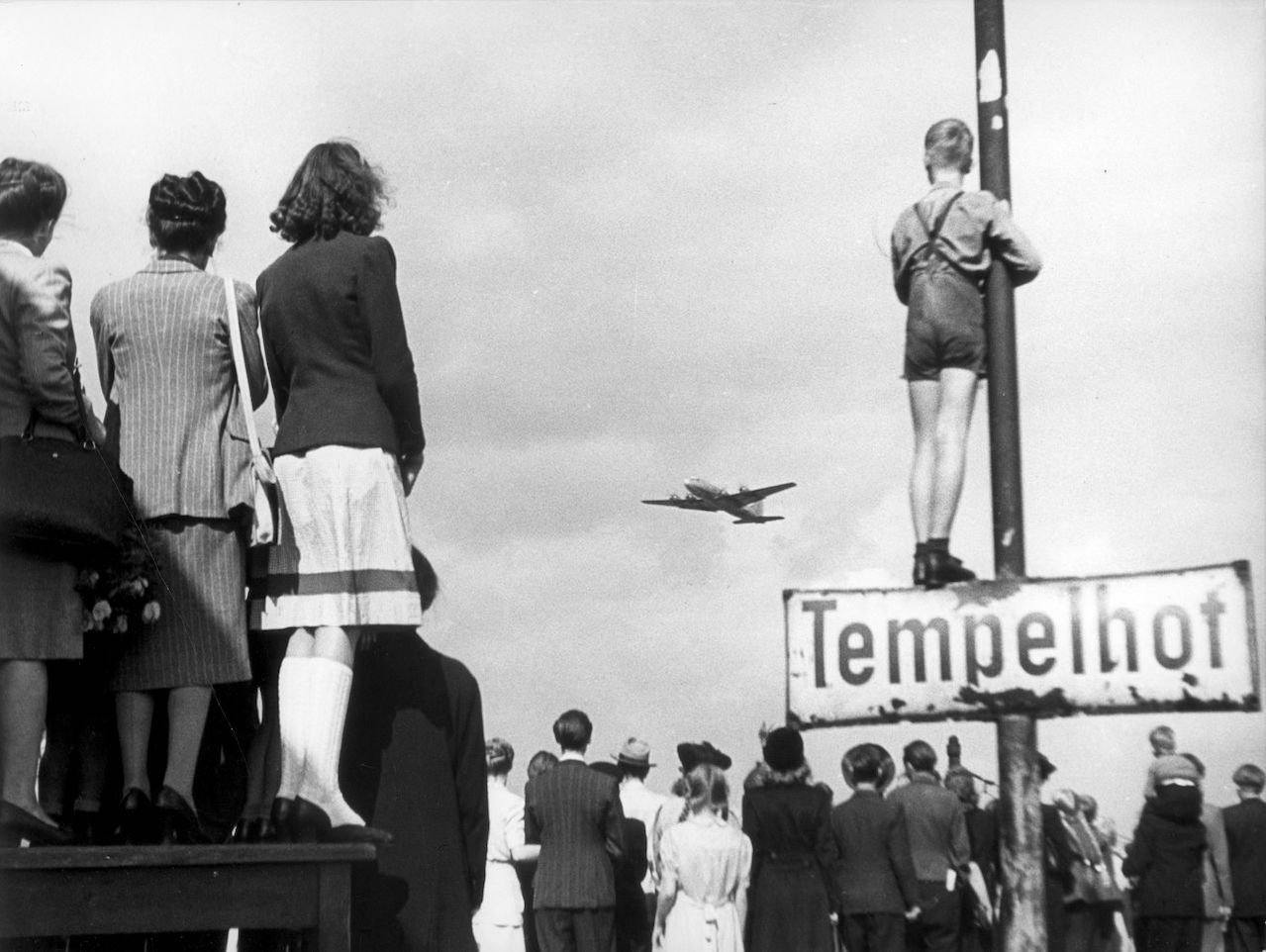
Civis alemães observando aviões de abastecimento ocidentais no Aeroporto Tempelhof de Berlim durante a ponte aérea de Berlim

### Bloqueio de Berlim e transporte aéreo
Na antiga capital alemã, Berlim, cercada pela Alemanha ocupada pelos soviéticos, Stalin instituiu o Bloqueio de Berlim em 24 de junho de 1948, impedindo a chegada de alimentos, materiais e suprimentos a Berlim Ocidental. O bloqueio foi causado, em parte, pelas eleições locais antecipadas de Outubro de 1946, nas quais o Partido Socialista Unificado da Alemanha (SED) foi rejeitado a favor do Partido Social-Democrata, que obteve duas vezes e meia mais votos que o SED. Os Estados Unidos, Grã-Bretanha, França, Canadá, Austrália, Nova Zelândia e vários outros países iniciaram uma enorme "ponte aérea de Berlim", fornecendo alimentos e outros suprimentos a Berlim Ocidental.
Os soviéticos montaram uma campanha de relações públicas contra a mudança política ocidental e os comunistas tentaram perturbar as eleições de 1948, precedendo grandes perdas, enquanto 300.000 berlinenses manifestaram-se e apelaram à continuação do transporte aéreo internacional. Em maio de 1949, Stalin levantou o bloqueio, permitindo a retomada dos envios ocidentais para Berlim.

### Ruptura Tito-Stalin

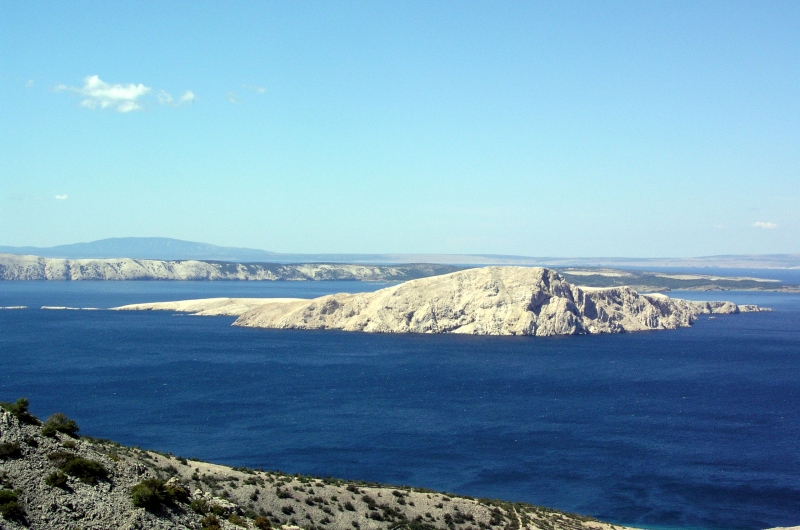
O campo de prisioneiros construído em Goli Otok para deter pessoas condenadas por apoiar Stalin após a separação da União Soviética.

Após desentendimentos entre o líder iugoslavo Josip Broz Tito e a União Soviética em relação à Grécia e à Albânia, ocorreu uma ruptura Tito-Stalin, seguida pela expulsão da Iugoslávia do Cominform em junho de 1948 e um breve golpe soviético fracassado em Belgrado. A divisão criou duas forças comunistas separadas na Europa. Uma campanha veemente contra o titoísmo foi imediatamente iniciada no Bloco de Leste, descrevendo agentes tanto do Ocidente como de Tito em todos os lugares como envolvidos em actividades subversivas.
Stalin ordenou a conversão do Cominform num instrumento para monitorar e controlar os assuntos internos de outros partidos do Bloco de Leste. Ele também considerou brevemente converter o Cominform em um instrumento para condenar desviantes de alto escalão, mas abandonou a ideia por considerá-la impraticável. Em vez disso, foi iniciado um movimento para enfraquecer os líderes do partido comunista através do conflito. Os quadros soviéticos em posições do partido comunista e do Estado no Bloco foram instruídos a fomentar o conflito intra-liderança e a transmitir informações uns contra os outros. Isto acompanhou um fluxo contínuo de acusações de "desvios nacionalistas", "apreciação insuficiente do papel da URSS", ligações com Tito e "espionagem para a Iugoslávia". Isto resultou na perseguição de muitos quadros importantes do partido, incluindo os da Alemanha Oriental.
O primeiro país a experimentar esta abordagem foi a Albânia, onde o líder Enver Hoxha mudou imediatamente de rumo, passando de favorecer a Iugoslávia para se opor a ela. Na Polónia, o líder Władysław Gomułka, que já tinha feito declarações pró-iugoslavas, foi deposto do cargo de secretário-geral do partido no início de setembro de 1948 e posteriormente preso. Na Bulgária, quando se descobriu que Traicho Kostov, que não era um apoiador de Moscou, era o próximo na linha de sucessão à liderança, em Junho de 1949, Stalin ordenou a prisão de Kostov, seguida logo depois por uma sentença de morte e execução. Vários outros altos funcionários búlgaros também foram presos. Stalin e o líder húngaro Mátyás Rákosi se reuniram em Moscou para orquestrar um julgamento-espetáculo do oponente de Rákosi, László Rajk, que foi posteriormente executado. A preservação do bloco soviético dependia da manutenção de um sentido de unidade ideológica que consolidaria a influência de Moscovo na Europa Oriental, bem como o poder das elites comunistas locais.
A cidade portuária de Trieste foi um foco particular após a Segunda Guerra Mundial. Até à ruptura entre Tito e Stalin, as potências ocidentais e o bloco oriental enfrentavam-se de forma intransigente. O estado tampão neutro, Território Livre de Trieste, fundado em 1947 com as Nações Unidas, foi dividido e dissolvido em 1954 e 1975, também por causa da distensão entre o Ocidente e Tito.

## Política

Países que já tiveram governos abertamente marxistas-leninistas em vermelho brilhante e países que a URSS considerou a certa altura estar "movendo-se em direção ao socialismo" em laranja

Apesar do desenho institucional inicial do comunismo implementado por Josef Stalin no Bloco Oriental, o desenvolvimento subsequente variou entre os países. Nos Estados satélites, depois da conclusão inicial dos tratados de paz, a oposição foi essencialmente liquidada, foram aplicados passos fundamentais em direcção ao socialismo e os líderes do Kremlin procuraram reforçar o controlo sobre os mesmos. Desde o início, Estaline dirigiu sistemas que rejeitavam as características institucionais ocidentais das economias de mercado, a democracia parlamentar capitalista (apelidada de "democracia burguesa" na linguagem soviética) e o Estado de direito, subjugando a intervenção discricionária do Estado. Os estados resultantes aspiravam ao controlo total de um centro político apoiado por um aparelho repressivo extenso e activo e a um papel central da ideologia marxista-leninista.

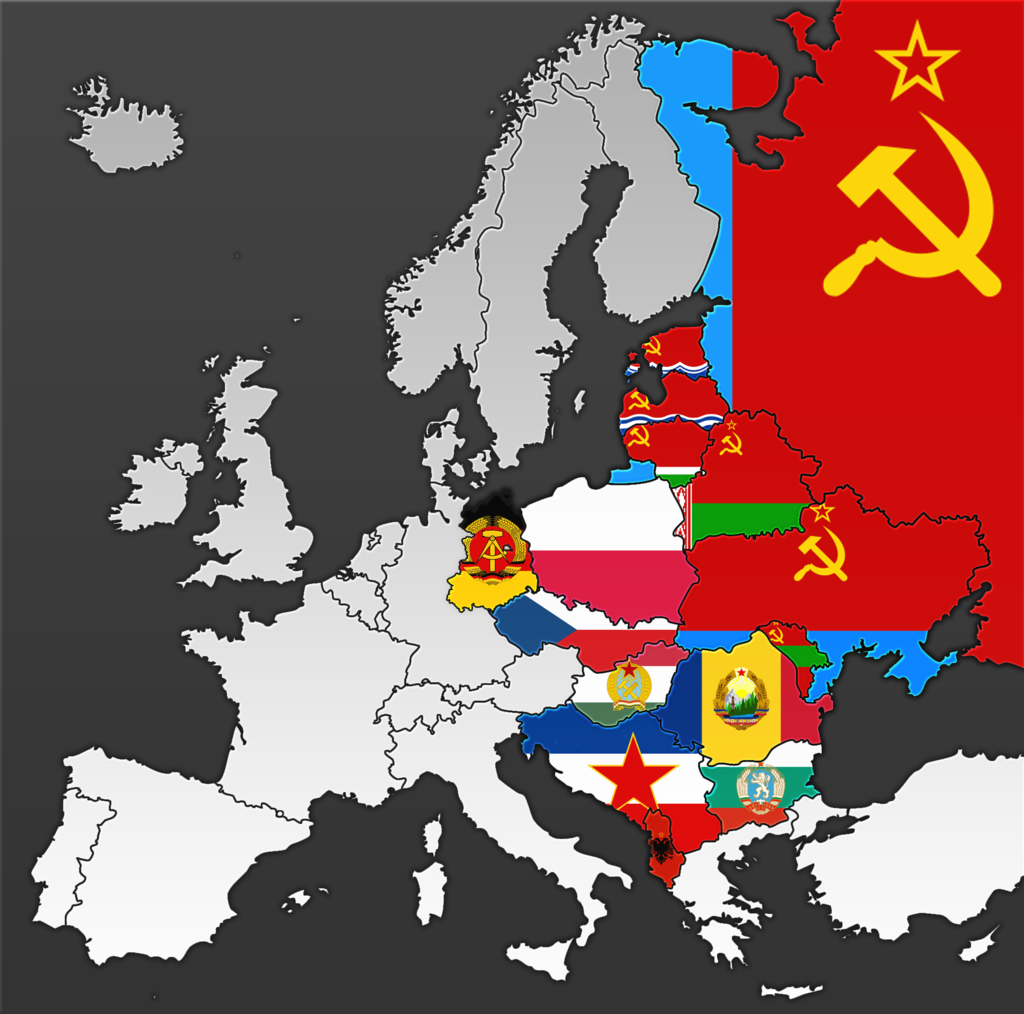
Países comunistas e repúblicas soviéticas na Europa com as suas bandeiras representativas (década de 1950)

No entanto, os vestígios das instituições democráticas nunca foram totalmente destruídos, resultando na fachada de instituições de estilo ocidental, como os parlamentos, que na prática apenas aprovavam as decisões tomadas pelos governantes, e as constituições, às quais a adesão das autoridades era limitada ou inexistente. Os parlamentos ainda eram eleitos, mas as suas reuniões ocorriam apenas alguns dias por ano, apenas para legitimar as decisões do Politburo, e tão pouca atenção lhes era dada que alguns dos que serviam estavam na verdade mortos, e os funcionários declaravam abertamente que dariam assento a membros que havia perdido eleições.
O primeiro ou secretário-geral do comité central de cada partido comunista era a figura mais poderosa de cada regime. O partido sobre o qual o Politburo dominava não era um partido de massas mas, em conformidade com a tradição leninista, um partido selectivo mais pequeno, composto por entre três e catorze por cento da população do país, que tinha aceitado a obediência total. Aqueles que garantiram a adesão a este grupo seletivo receberam recompensas consideráveis, como acesso a lojas especiais com preços mais baixos e uma maior seleção de produtos nacionais e/ou estrangeiros de alta qualidade (confeitos, bebidas alcoólicas, charutos, câmeras, televisores e similares), escolas especiais, instalações de férias, residências, móveis nacionais e/ou estrangeiros de alta qualidade, obras de arte, pensões, permissão para viajar ao exterior e carros oficiais com placas distintas para que a polícia e outros pudessem identificar esses membros à distância.

### Restrições políticas e civis
Além das restrições à emigração, a sociedade civil, definida como um domínio de acção política fora do controlo estatal do partido, não foi autorizada a criar raízes firmes, com a possível excepção da Polónia na década de 1980. Embora a concepção institucional dos sistemas comunistas se baseasse na rejeição do Estado de direito, a infra-estrutura jurídica não estava imune à mudança que reflectia a ideologia decadente e a substituição da lei autónoma. Inicialmente, os partidos comunistas eram pequenos em todos os países, excepto na Checoslováquia, de tal forma que existia uma escassez aguda de pessoas politicamente "confiáveis" para a administração, polícia e outras profissões. Assim, os não-comunistas “politicamente não confiáveis” inicialmente tiveram que preencher tais funções. Aqueles que não obedeceram às autoridades comunistas foram depostos, enquanto os quadros de Moscovo iniciaram programas partidários em grande escala para formar pessoal que cumprisse as exigências políticas. Antigos membros da classe média foram oficialmente discriminados, embora a necessidade que o Estado tinha das suas competências e de certas oportunidades para se reinventarem como bons cidadãos comunistas permitiu que muitos, no entanto, alcançassem o sucesso.
Além das restrições à emigração, a sociedade civil, definida como um domínio de acção política fora do controlo estatal do partido, não foi autorizada a criar raízes firmes, com a possível excepção da Polónia na década de 1980 . Embora a concepção institucional dos sistemas comunistas se baseasse na rejeição do Estado de direito, a infra-estrutura jurídica não estava imune à mudança que reflectia a ideologia decadente e a substituição da lei autónoma. Inicialmente, os partidos comunistas eram pequenos em todos os países, excepto na Checoslováquia, de tal forma que existia uma escassez aguda de pessoas politicamente "confiáveis" para a administração, polícia e outras profissões. Assim, os não-comunistas “politicamente não confiáveis” inicialmente tiveram que preencher tais funções. Aqueles que não obedeceram às autoridades comunistas foram depostos, enquanto os quadros de Moscovo iniciaram programas partidários em grande escala para formar pessoal que cumprisse as exigências políticas. Antigos membros da classe média foram oficialmente discriminados, embora a necessidade que o Estado tinha das suas competências e de certas oportunidades para se reinventarem como bons cidadãos comunistas permitiu que muitos, no entanto, alcançassem o sucesso.
A polícia dissuadiu e conteve a oposição às directivas do partido. A polícia política serviu como o núcleo do sistema, e os seus nomes tornaram-se sinónimos de poder bruto e da ameaça de retribuição violenta caso um indivíduo se tornasse activo contra o Estado. Várias organizações policiais estaduais e policiais secretas impuseram o governo do partido comunista, incluindo as seguintes:
- Alemanha Oriental - Stasi, Volkspolizei e KdA
- União Soviética – KGB
- Tchecoslováquia – StB e LM
- Bulgária – KDS
- Albânia – Sigurimi
- Hungria – ÁVH e Munkásőrség
- Romênia – Securitate e GP
- Polônia – Urząd Bezpieczeństwa, Służba Bezpieczeństwa e ZOMO
- Iugoslávia – UDBA

### Restrições de mídia e informação
A imprensa no período comunista era um órgão do Estado, totalmente dependente e subserviente ao partido comunista. Antes do final da década de 1980, as organizações de rádio e televisão do Bloco Oriental eram estatais, enquanto a mídia impressa era geralmente propriedade de organizações políticas, principalmente do partido comunista local. Os jornais e revistas juvenis eram propriedade de organizações juvenis afiliadas aos partidos comunistas.
O controlo dos meios de comunicação social era exercido directamente pelo próprio partido comunista, e pela censura estatal, que também era controlada pelo partido. A mídia serviu como uma importante forma de controle sobre a informação e a sociedade. A disseminação e a representação do conhecimento foram consideradas pelas autoridades como vitais para a sobrevivência do comunismo, sufocando conceitos e críticas alternativas. Vários jornais estaduais do Partido Comunista foram publicados, incluindo:
- Jornais Centrais da União Soviética
- Trybuna Ludu (Polônia)
- Czerwony Sztandar (Wilno) (1953–1990), jornal de língua polonesa na RSS da Lituânia
- Népszabadság (até 1956 Szabad Nép, Hungria)
- Neues Deutschland (Alemanha Oriental)
- Rabotnichesko Delo (Bulgária)
- Rudé právo (Tchecoslováquia)
- Rahva Hääl (antiga Estônia anexada)
- Pravda (Eslováquia)
- Kauno diena (antiga Lituânia anexada)
- Scînteia (Romênia)
- Zvyazda (Bielorrússia)

A Agência Telegráfica da União Soviética (TASS) serviu como agência central para coleta e distribuição de notícias internas e internacionais para todos os jornais, estações de rádio e televisão soviéticas. Foi frequentemente infiltrado por agências de inteligência e segurança soviéticas, como o NKVD e o GRU. A TASS tinha afiliadas em 14 repúblicas soviéticas, incluindo a Lituânia, Letônia, Estônia, Moldávia, Ucrânia e Bielorrússia.
Os países ocidentais investiram pesadamente em transmissores poderosos que permitiram que serviços como a BBC, a VOA e a Radio Free Europe  (RFE) fossem ouvidos no Bloco Oriental, apesar das tentativas das autoridades de obstruir as vias aéreas.

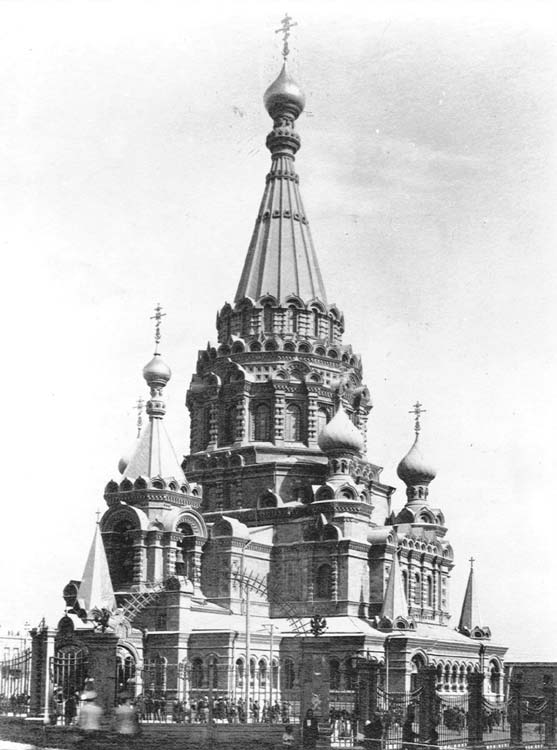
A Catedral de Alexandre Nevsky, que já foi o marco mais dominante em Baku, foi demolida na década de 1930 sob Stalin.

## Religião
Sob o ateísmo estatal de muitas nações do Bloco Oriental, a religião foi ativamente reprimida. Uma vez que alguns destes estados ligaram a sua herança étnica às suas igrejas nacionais, tanto os povos como as suas igrejas foram alvo dos soviéticos.

## Organizações
Em 1949, a União Soviética, a Bulgária, a Checoslováquia, a Hungria, a Polónia e a Roménia fundaram o Comecon de acordo com o desejo de Stalin de impor a dominação soviética dos estados menores da Europa Central e de apaziguar alguns estados que manifestaram interesse no Plano Marshall. e que estavam agora, cada vez mais, isolados dos seus mercados e fornecedores tradicionais na Europa Ocidental. O papel do Comecon tornou-se ambíguo porque Stalin preferia ligações mais diretas com outros chefes partidários do que a sofisticação indireta do Comecon; não desempenhou nenhum papel significativo na década de 1950 no planeamento económico. Inicialmente, o Comecon serviu de cobertura para a tomada soviética de materiais e equipamentos do resto do Bloco Oriental, mas o equilíbrio mudou quando os soviéticos se tornaram subsidiadores líquidos do resto do Bloco na década de 1970 através de uma troca de matérias-primas de baixo custo. em troca de produtos acabados de má qualidade.
Em 1955, o Pacto de Varsóvia foi formado em parte em resposta à inclusão da Alemanha Ocidental pela OTAN e em parte porque os soviéticos precisavam de uma desculpa para reter unidades do Exército Vermelho na Hungria. Durante 35 anos, o Pacto perpetuou o conceito estalinista de segurança nacional soviética baseado na expansão imperial e no controlo sobre regimes satélites na Europa Oriental. Esta formalização soviética das suas relações de segurança no Bloco de Leste reflectia o princípio básico da política de segurança de Moscovo de que a presença contínua na Europa Centro-Oriental era a base da sua defesa contra o Ocidente. Através das suas estruturas institucionais, o Pacto também compensou em parte a ausência da liderança pessoal de Joseph Stalin desde a sua morte em 1953. O Pacto consolidou os exércitos dos outros membros do Bloco, nos quais oficiais e agentes de segurança soviéticos serviram sob uma estrutura de comando soviética unificada.
A partir de 1964, a Roménia tomou um rumo mais independente. Embora não repudiasse nem o Comecon nem o Pacto de Varsóvia, deixou de desempenhar um papel significativo em ambos. A assunção da liderança por Nicolae Ceaușescu, um ano depois, empurrou a Roménia ainda mais na direcção da separação. A Albânia, que se tinha tornado cada vez mais isolada sob o líder estalinista Enver Hoxha após a desestalinização, passando por uma ruptura albanesa-soviética em 1961, retirou-se do Pacto de Varsóvia em 1968 após a invasão da Checoslováquia pelo Pacto de Varsóvia.

## Restrições de emigração e desertores
Em 1917, a Rússia restringiu a emigração instituindo controlos de passaportes e proibindo a saída de cidadãos beligerantes. Em 1922, após o Tratado sobre a Criação da URSS, tanto a República Socialista Soviética da Ucrânia como a República Socialista Federativa Soviética da Rússia emitiram regras gerais para viagens que proibiam praticamente todas as partidas, tornando impossível a emigração legal. Os controlos fronteiriços foram posteriormente reforçados de tal forma que, em 1928, mesmo a partida ilegal era efectivamente impossível. Posteriormente, isso incluiu controles internos de passaporte, que, quando combinados com autorizações individuais de Propiska ("local de residência") da cidade, e restrições internas à liberdade de movimento, muitas vezes chamadas de Quilômetro 101, restringiam enormemente a mobilidade, mesmo em pequenas áreas da União Soviética.

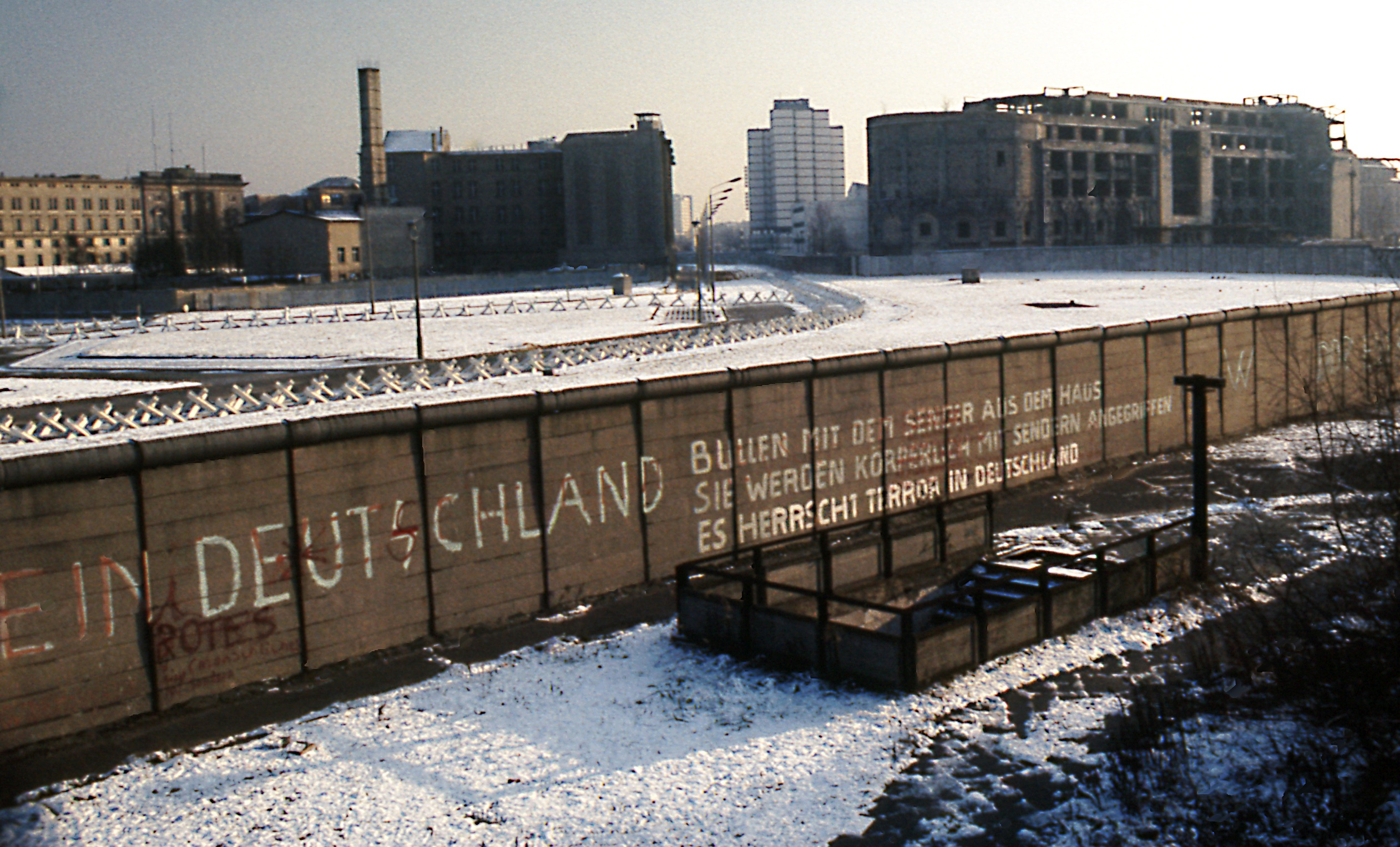
O Muro de Berlim em 1975

Após a criação do Bloco de Leste, a emigração para fora dos países recentemente ocupados, excepto em circunstâncias limitadas, foi efectivamente interrompida no início da década de 1950, com a abordagem soviética para controlar o movimento nacional emulada pela maior parte do resto do Bloco de Leste. No entanto, na Alemanha Oriental, aproveitando a fronteira interna da Alemanha entre as zonas ocupadas, centenas de milhares fugiram para a Alemanha Ocidental, com números totalizando 197.000 em 1950, 165.000 em 1951, 182.000 em 1952 e 331.000 em 1953. Uma razão para o aumento acentuado de 1953 foi o medo de uma potencial sovietização adicional com a crescente paranóia de Josef Stalin no final de 1952 e início de 1953. 226.000 fugiram apenas nos primeiros seis meses de 1953.
Com o encerramento oficial da fronteira interna da Alemanha em 1952, as fronteiras do sector da cidade de Berlim permaneceram consideravelmente mais acessíveis do que o resto da fronteira devido à sua administração pelas quatro potências ocupantes. Consequentemente, constituiu efectivamente uma “brecha” através da qual os cidadãos do Bloco de Leste ainda podiam deslocar-se para oeste. 3,5 milhões de alemães orientais que partiram em 1961, chamados Republikflucht, totalizavam aproximadamente 20% de toda a população da Alemanha Oriental. Em agosto de 1961, a Alemanha Oriental ergueu uma barreira de arame farpado que acabaria por ser expandida através da construção do Muro de Berlim, efetivamente fechando a brecha.
Com uma emigração convencional praticamente inexistente, mais de 75% dos que emigraram dos países do Bloco de Leste entre 1950 e 1990 o fizeram ao abrigo de acordos bilaterais para a “migração étnica”. Cerca de 10% eram migrantes refugiados ao abrigo da Convenção de Genebra de 1951. A maioria dos soviéticos autorizados a partir durante este período eram judeus étnicos autorizados a emigrar para Israel depois de uma série de deserções embaraçosas em 1970 que fez com que os soviéticos abrissem emigrações étnicas muito limitadas. A queda da Cortina de Ferro foi acompanhada por um aumento maciço da migração Europeia Leste-Oeste. Os desertores famosos do Bloco Oriental incluíam a filha de Josef Stalin, Svetlana Alliluyeva, que denunciou Stalin após sua deserção em 1967.

## População
Os países do Bloco Oriental, como a União Soviética, tiveram altas taxas de crescimento populacional. Em 1917, a população da Rússia nas suas atuais fronteiras era de 91 milhões. Apesar da destruição na Guerra Civil Russa, a população cresceu para 92,7 milhões em 1926. Em 1939, a população aumentou 17%, para 108 milhões. Apesar de mais de 20 milhões de mortes sofridas durante a Segunda Guerra Mundial, a população da Rússia cresceu para 117,2 milhões em 1959. O censo soviético de 1989 mostrou que a população da Rússia era de 147 milhões de pessoas.
O sistema económico e político soviético produziu consequências adicionais como, por exemplo, nos estados bálticos, onde a população era aproximadamente metade do que deveria ser em comparação com países semelhantes como a Dinamarca, a Finlândia e a Noruega durante os anos 1939-1990. A habitação precária foi um dos factores que levou ao declínio acentuado das taxas de natalidade em todo o Bloco de Leste. No entanto, as taxas de natalidade ainda eram mais elevadas do que nos países da Europa Ocidental. A dependência do aborto, em parte porque a escassez periódica de pílulas anticoncepcionais e dispositivos intrauterinos tornava esses sistemas pouco confiáveis, também deprimiu a taxa de natalidade e forçou uma mudança para políticas pró-natalistas no final da década de 1960, incluindo controles severos sobre o aborto e exortações propagandistas como a distinção de “mãe heroína” concedida às mulheres romenas que deram à luz dez ou mais filhos.
Em Outubro de 1966, o controlo artificial da natalidade foi proibido na Romênia e foram obrigatórios testes de gravidez regulares para as mulheres em idade fértil, com sanções severas para qualquer pessoa que tivesse interrompido a gravidez. Apesar de tais restrições, as taxas de natalidade continuaram a diminuir, em parte devido aos abortos induzidos não qualificados. As populações dos países do Bloco Oriental eram as seguintes: 
| Pais              | Área      | 1950 (mil) | 1970 (mil) | 1980 (mil) | 1985 (mil) | Crescimento anual (1950–1985) | Densidade (1980) |
| ----------------- | --------- | ---------- | ---------- | ---------- | ---------- | ----------------------------- | ---------------- |
| Albânia           | 28,7km2   | 1.22       | 2.16       | 2.59       | 2.96       | +4.07%                        | 90.2/km2         |
| Bulgária          | 110,9km2  | 7.27       | 8.49       | 8.88       | 8.97       | +0.67%                        | 80.1/km2         |
| Checoslováquia    | 127,9km2  | 13.09      | 14.47      | 15.28      | 15.50      | +0.53%                        | 119.5/km2        |
| Hungria           | 93km2     | 9.20       | 10.30      | 10.71      | 10.60      | +0.43%                        | 115.2/km2        |
| Alemanha Oriental | 108,3km2  | 17.94      | 17.26      | 16.74      | 16.69      | −0.20%                        | 154.6/km2        |
| Polônia           | 312,7km2  | 24.82      | 30.69      | 35.73      | 37.23      | +1.43%                        | 114.3/km2        |
| Romênia           | 237,5km2  | 16.31      | 20.35      | 22.20      | 22.73      | +1.12%                        | 93.5/km2         |
| União Soviética   | 22.300km2 | 182.32     | 241.72     | 265.00     | 272.00     | +1.41%                        | 11.9/km2         |
| Iugoslávia        | 255,8km2  | 16.34      | 20.4       | 22.36      | 23.1       | +1.15%                        | 92.6/km2         |

## Estrutura social
As sociedades do Bloco Oriental funcionavam sob princípios antimeritocráticos com fortes elementos igualitários. Estas favoreceram indivíduos menos qualificados, bem como proporcionaram privilégios à nomenklatura e àqueles com a classe ou formação política certa. As sociedades do Bloco de Leste eram dominadas pelo partido comunista no poder, levando alguns a denominá-las de "partidocracias". Fornecer benefícios a pessoas menos qualificadas e menos competentes ajudou a proporcionar uma espécie de legitimidade ao regime. Antigos membros da classe média foram oficialmente discriminados, embora a necessidade das suas competências lhes tenha permitido reinventar-se como bons cidadãos comunistas.

## Habitação
Existia uma escassez de habitação em todo o Bloco de Leste. Na Europa foi principalmente devido à devastação durante a Segunda Guerra Mundial. Os esforços de construção sofreram após um severo corte nos recursos estatais disponíveis para habitação a partir de 1975. As cidades ficaram repletas de grandes blocos de apartamentos construídos em sistema A política de construção habitacional sofreu consideráveis problemas organizacionais. Além disso, as casas concluídas possuíam acabamentos de qualidade visivelmente inferior.

### Qualidade da habitação

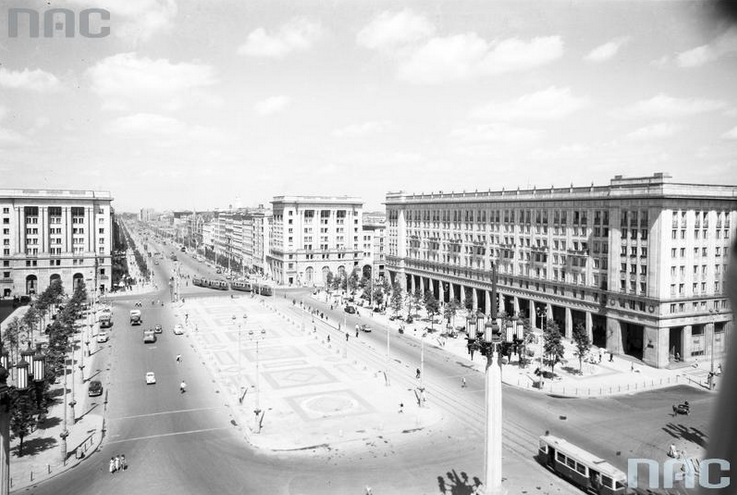
Exemplos proeminentes de design urbano incluem o Conjunto Habitacional Marszałkowska (MDM) em Varsóvia.

A ênfase quase total em grandes blocos de apartamentos era uma característica comum das cidades do Bloco de Leste nas décadas de 1970 e 1980. As autoridades da Alemanha Oriental viram grandes vantagens de custo na construção de blocos de apartamentos Plattenbau, de tal forma que a construção dessa arquitetura nos limites das grandes cidades continuou até a dissolução do Bloco Oriental. Edifícios como o Paneláks da Tchecoslováquia e o Panelház da Hungria. Desejando reforçar o papel do Estado nas décadas de 1970 e 1980, Nicolae Ceaușescu promulgou o programa de sistematização, que consistia na demolição e reconstrução de aldeias, aldeias, vilas e cidades existentes, no todo ou em parte, a fim de dar lugar para blocos de apartamentos padronizados em todo o país (blocuri). Sob esta ideologia, Ceaușescu construiu o Centrul Civic de Bucareste na década de 1980, que contém o Palácio do Parlamento, no lugar do antigo centro histórico.
Mesmo no final da década de 1980, as condições sanitárias na maioria dos países do Bloco Oriental estavam geralmente longe de ser adequadas. Para todos os países para os quais existiam dados, 60% das habitações tinham uma densidade superior a uma pessoa por quarto entre 1966 e 1975. A média nos países ocidentais para os quais havia dados disponíveis aproximava-se de 0,5 pessoas por quarto. Os problemas foram agravados pelos acabamentos de má qualidade nas novas habitações, muitas vezes fazendo com que os ocupantes fossem submetidos a uma certa quantidade de trabalhos de acabamento e reparações adicionais.
| País              | Saneamento adequado % (ano) | Água encanada % | Aquecimento central % | Banheiro interno % | Mais de 1 pessoa/quarto % |
| ----------------- | --------------------------- | --------------- | --------------------- | ------------------ | ------------------------- |
| Albânia           | n/a                         | n/a             | n/a                   | n/a                | n/a                       |
| Bulgária          | n/a                         | 66.1%           | 7.5%                  | 28.0%              | 60.2%                     |
| Tchecoslováquia   | 60.5% (1983)                | 75.3%           | 30.9%                 | 52.4%              | 67.9%                     |
| Alemanha Oriental | 70.0% (1985)                | 82.1%           | 72.2%                 | 43.4%              | n/a                       |
| Hungria           | 60.0% (1984)                | 64% (1980)      | n/a                   | 52.5% (1980)       | 64.4%                     |
| Polônia           | 50.0% (1980)                | 47.3%           | 22.2%                 | 33.4%              | 83.0%                     |
| Romênia           | 50.0% (1980)                | 12.3% (1966)    | n/a                   | n/a                | 81.5%                     |
| União Soviética   | 50.0% (1980)                | n/a             | n/a                   | n/a                | n/a                       |
| Iugoslávia        | 69.8% (1981)                | 93.2%           | 84.2%                 | 89.7%              | 83.1%                     |

| Ano  | Total de casas/apartamentos | Com água encanada | Com esgoto        | Com banheiro interno | Com gás canalizado |
| ---- | --------------------------- | ----------------- | ----------------- | -------------------- | ------------------ |
| 1949 | 2.466.514                   | 420.644 (17,1%)   | –                 | 306.998 (12,5%)      | 174.186 (7,1%)     |
| 1960 | 2.757.625                   | 620.600 (22,5%)   | –                 | 440.737 (16%)        | 373.124 (13,5%)    |
| 1970 | 3.118.096                   | 1.370.609 (44%)   | 1.167.055 (37,4%) | 838.626 (26,9%)      | 1.571.691 (50,4%)  |
| 1980 | 3.542.418                   | 2.268.014 (64%)   | 2.367.274 (66,8%) | 1.859.677 (52,5%)    | 2.682.143 (75,7%)  |
| 1990 | 3.853.288                   | 3.209.930 (83,3%) | 3.228.257 (83,8%) | 2.853.834 (74%)      | 3.274.514 (85%)    |

O agravamento da escassez das décadas de 1970 e 1980 ocorreu durante um aumento na quantidade do parque habitacional em relação à população de 1970 a 1986. Mesmo para novas habitações, o tamanho médio das habitações era de apenas 61,3m2 no Bloco Oriental em comparação com 113,5 metro quadrados (1 222 sq ft) em dez países ocidentais para os quais estavam disponíveis dados comparáveis. Os padrões espaciais variaram consideravelmente, com a média das novas habitações na União Soviética em 1986 sendo apenas 68% do tamanho do seu equivalente na Hungria. Exceptuando casos excepcionais, como os da Alemanha Oriental em 1980-1986 e da Bulgária em 1970-1980, os padrões de espaço nas habitações recém-construídas aumentaram antes da dissolução do Bloco de Leste. O tamanho das habitações variou consideravelmente ao longo do tempo, especialmente após a crise do petróleo no Bloco de Leste; por exemplo, as casas da Alemanha Ocidental da era de 1990 tinham uma área útil média de 83m2, em comparação com um tamanho médio de habitação na RDA de 67m2 em 1967.
|                   | Espaço/habitação | Espaço/habitação | Espaço/habitação | Pessoas/habitação | Pessoas/habitação |
| País              | 1970             | 1980             | 1986             | 1970              | 1986              |
| ----------------- | ---------------- | ---------------- | ---------------- | ----------------- | ----------------- |
| Bloco do Leste    | 113,5m2          | 113,5m2          | 113,5m2          | n/a               | n/a               |
| Albânia           | n/a              | n/a              | n/a              | n/a               | n/a               |
| Bulgária          | 63,7m2           | 59m2             | 66,9m2           | 3.8               | 2.8               |
| Checoslováquia    | 67,2m2           | 73,8m2           | 81,8m2           | 3.4               | 2.7               |
| Alemanha Oriental | 55m2             | 62,7m2           | 61,2m2           | 2.9               | 2.4               |
| Hungria           | 61,5m2           | 67m2             | 83m2             | 3.4               | 2.7               |
| Polônia           | 54,4m2           | 64m2             | 71m2             | 4.2               | 3.5               |
| Romênia           | 44,9m2           | 57m2             | 57,5m2           | 3.6               | 2.8               |
| União Soviética   | 46,8m2           | 52,3m2           | 56,8m2           | 4.1               | 3.2               |
| Iugoslávia        | 59,2m2           | 70,9m2           | 72,5m2           | n/a               | 3.4               |

A má habitação foi um dos quatro factores principais (outros são as más condições de vida, o aumento do emprego feminino e o aborto como meio incentivado de controlo da natalidade) que levaram ao declínio das taxas de natalidade em todo o Bloco de Leste.

## Economias

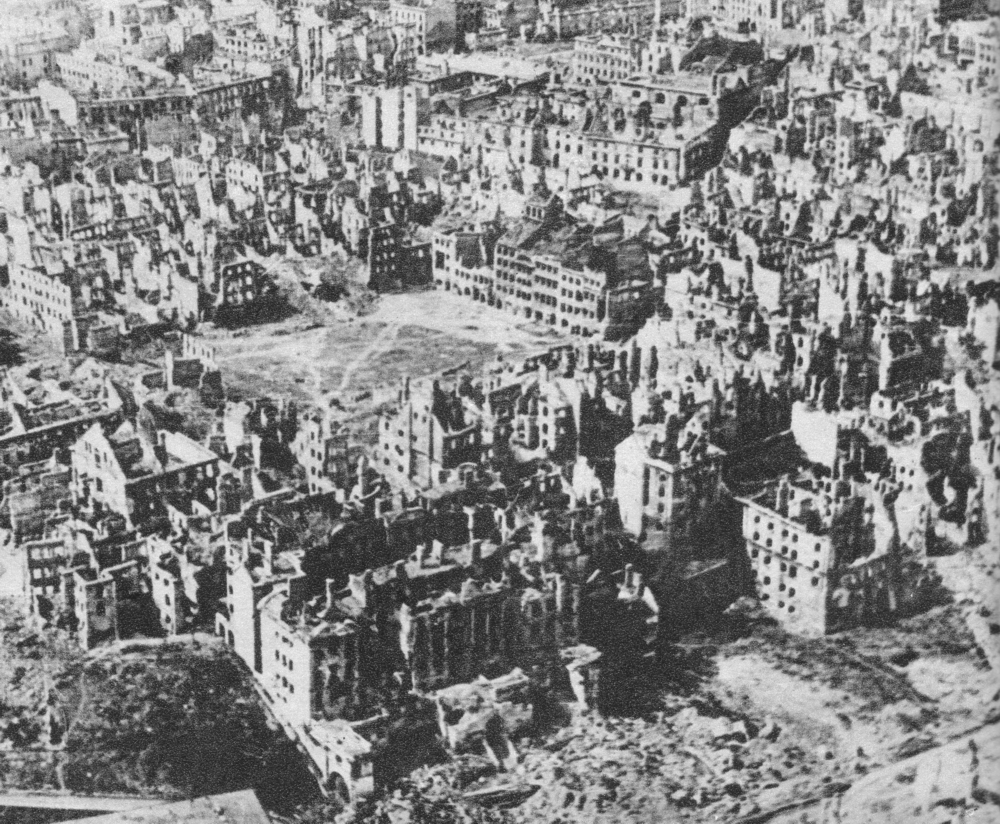
Durante a Segunda Guerra Mundial, 85% dos edifícios de Varsóvia foram destruídos pelas tropas alemãs.

Devido à falta de sinais de mercado, as economias do Bloco Oriental sofreram um mau desenvolvimento por parte dos planeadores centrais.
O Bloco Oriental também dependia da União Soviética para quantidades significativas de materiais.
O atraso tecnológico resultou na dependência das importações dos países ocidentais e isto, por sua vez, na procura de moeda ocidental. Os países do Bloco de Leste contraíam grandes empréstimos junto do Clube de Paris (bancos centrais) e do Clube de Londres (bancos privados) e a maioria deles, no início da década de 1980, foi forçada a notificar os credores da sua insolvência. Esta informação foi, no entanto, mantida em segredo dos cidadãos e a propaganda promoveu a visão de que os países estavam no melhor caminho para o socialismo.

### Condições sociais
Como consequência da Segunda Guerra Mundial e das ocupações alemãs na Europa Oriental, grande parte da região foi sujeita a uma enorme destruição da indústria, das infra-estruturas e à perda de vidas civis. Só na Polónia, a política de pilhagem e exploração infligiu enormes perdas materiais à indústria polaca (62% da qual foi destruída), à agricultura, às infraestruturas e aos marcos culturais, cujo custo foi estimado em aproximadamente 525 bilhões de eurosou US$ 640 bilhões em valores de câmbio de 2004.

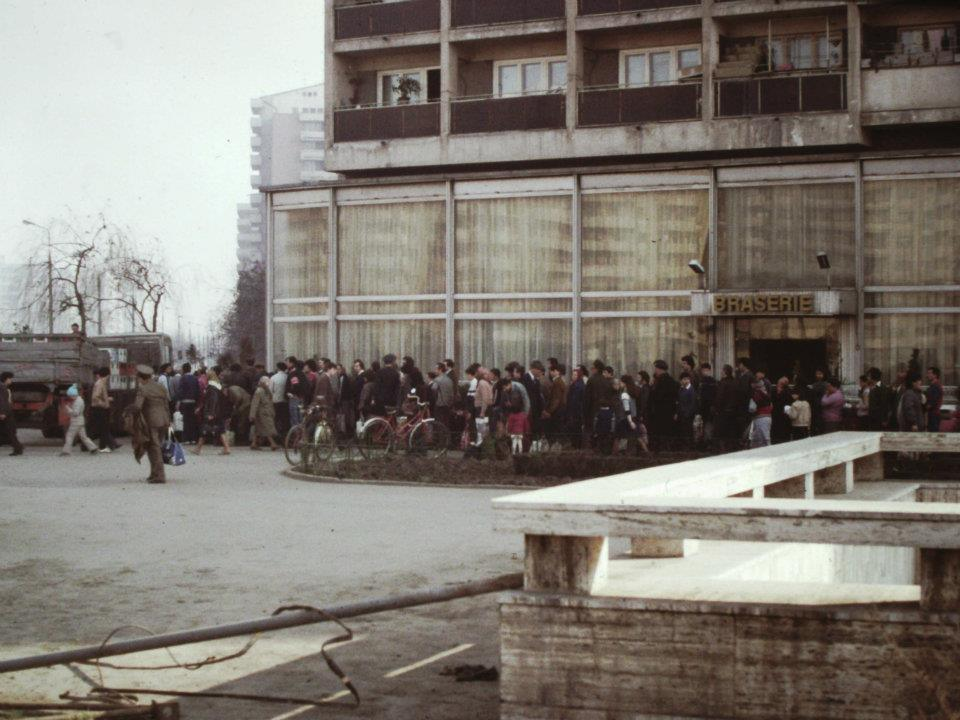
Uma linha para distribuição de óleo de cozinha em Bucareste, Roménia, Maio de 1986

Em todo o Bloco de Leste, tanto na URSS como no resto do Bloco, a Rússia recebeu destaque e foi referida como naiboleye vydayushchayasya natsiya (a nação mais proeminente) e rukovodyashchiy narod (o povo líder). Os soviéticos promoveram a reverência às ações e características russas e a construção de hierarquias estruturais soviéticas nos demais países do Bloco Oriental.
A característica definidora do totalitarismo estalinista foi a simbiose única do Estado com a sociedade e a economia, resultando na perda da política e da economia das suas características distintivas como esferas autónomas e distinguíveis. Inicialmente, Stalin dirigiu sistemas que rejeitavam as características institucionais ocidentais das economias de mercado, a governação democrática (apelidada de "democracia burguesa" na linguagem soviética) e o Estado de direito, subjugando a intervenção discricionária do Estado.
Os soviéticos ordenaram a expropriação e a estatização da propriedade privada. Os “regimes réplica” de estilo soviético que surgiram no Bloco não só reproduziram a economia comandada soviética, mas também adoptaram os métodos brutais empregues por Josef Stalin e as políticas secretas de estilo soviético para suprimir a oposição real e potencial.
Os regimes stalinistas no Bloco de Leste viam até mesmo grupos marginais de intelectuais da oposição como uma ameaça potencial devido às bases subjacentes ao poder stalinista. A supressão da dissidência e da oposição era um pré-requisito central para a segurança do poder estalinista dentro do Bloco de Leste, embora o grau de oposição e de supressão dos dissidentes variasse consoante o país e a época em todo o Bloco de Leste.
Além disso, os meios de comunicação social no Bloco de Leste eram órgãos do Estado, completamente dependentes e subservientes ao governo da URSS, sendo as organizações de rádio e televisão propriedade do Estado, enquanto a imprensa escrita era geralmente propriedade de organizações políticas, principalmente do partido local. . Enquanto mais de 15 milhões de residentes do Bloco de Leste migraram para o oeste de 1945 a 1949, a emigração foi efetivamente interrompida no início da década de 1950, com a abordagem soviética para controlar o movimento nacional emulada pela maior parte do resto do Bloco de Leste.

### Mudanças iniciais

#### Transformações anunciadas como reformas

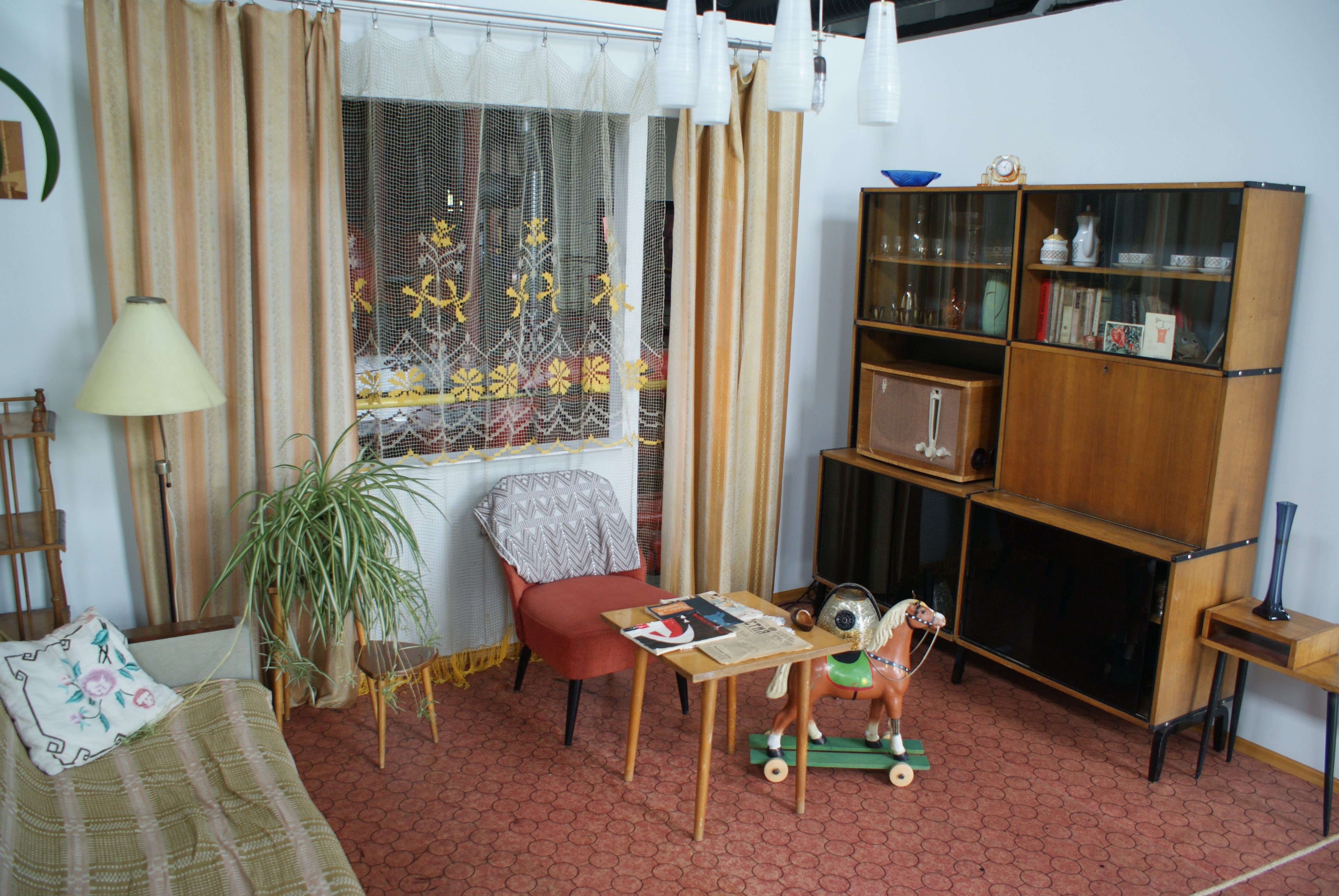
Reconstrução de um interior plano típico da classe trabalhadora em um khrushchyovka

Na URSS, devido ao estrito sigilo soviético sob Josef Stalin, durante muitos anos após a Segunda Guerra Mundial, mesmo os estrangeiros mais bem informados não sabiam efetivamente sobre as operações da economia soviética. Estaline bloqueou o acesso externo à União Soviética desde 1935 (e até à sua morte), não permitindo efectivamente nenhuma viagem ao estrangeiro dentro da União Soviética, de modo que os estrangeiros não soubessem dos processos políticos que aí tinham ocorrido. Durante este período, e mesmo durante 25 anos após a morte de Estaline, os poucos diplomatas e correspondentes estrangeiros autorizados a entrar na União Soviética eram geralmente restritos a poucos quilómetros de Moscovo, os seus telefones eram grampeados, as suas residências eram restritas a locais apenas para estrangeiros e eles eram constantemente seguidos pelas autoridades soviéticas.
Os soviéticos também modelaram as economias do resto do Bloco Oriental fora da União Soviética ao longo das linhas da economia de comando soviética. Antes da Segunda Guerra Mundial, a União Soviética utilizou procedimentos draconianos para garantir o cumprimento das diretivas de investimento de todos os ativos de forma planeada pelo Estado, incluindo a coletivização da agricultura e a utilização de um exército de trabalho considerável reunido no sistema gulag. Este sistema foi amplamente imposto a outros países do Bloco Oriental após a Segunda Guerra Mundial. Embora a propaganda de melhorias proletárias acompanhasse mudanças sistémicas, o terror e a intimidação do consequente e implacável stalinismo ofuscaram os sentimentos de quaisquer supostos benefícios.
Stalin sentiu que a transformação socioeconómica era indispensável para estabelecer o controlo soviético, reflectindo a visão marxista-leninista de que as bases materiais, a distribuição dos meios de produção, moldavam as relações sociais e políticas. Quadros treinados em Moscovo foram colocados em posições de poder cruciais para cumprir ordens relativas à transformação sociopolítica. A eliminação do poder social e financeiro da burguesia através da expropriação da propriedade fundiária e industrial recebeu prioridade absoluta.
Estas medidas foram publicamente anunciadas como reformas e não como transformações socioeconómicas. Em todo o Bloco de Leste, com excepção da Checoslováquia, foram criadas "organizações sociais", como sindicatos e associações que representam vários grupos sociais, profissionais e outros, com apenas uma organização para cada categoria, excluindo a concorrência. Essas organizações eram geridas por quadros estalinistas, embora durante o período inicial permitissem alguma diversidade.

#### Realocação de ativos
Ao mesmo tempo, no final da guerra, a União Soviética adoptou uma "política de pilhagem" de transporte físico e realocação de ativos industriais da Europa de Leste para a União Soviética. Os estados do Bloco Oriental foram obrigados a fornecer carvão, equipamento industrial, tecnologia, material circulante e outros recursos para reconstruir a União Soviética. Entre 1945 e 1953, os soviéticos receberam uma transferência líquida de recursos do resto do Bloco de Leste sob esta política de cerca de 14 dólares. mil milhões, um montante comparável à transferência líquida dos Estados Unidos para a Europa Ocidental no Plano Marshall. As "reparações" incluíram o desmantelamento de ferrovias na Polônia e reparações romenas aos soviéticos entre 1944 e 1948, avaliadas em US$ 1,8. bilhões concomitantemente com o domínio dos SovRoms.
Além disso, os soviéticos reorganizaram as empresas como sociedades anônimas nas quais os soviéticos detinham o controle acionário. Utilizando esse veículo de controlo, várias empresas foram obrigadas a vender produtos a preços inferiores aos preços mundiais aos soviéticos, tais como minas de urânio na Checoslováquia e na Alemanha Oriental, minas de carvão na Polónia e poços de petróleo na Roménia .

#### Comércio e Comecon
O padrão comercial dos países do Bloco Oriental foi severamente modificado. Antes da Segunda Guerra Mundial, não mais do que 1%–2% do comércio desses países era com a União Soviética. Em 1953, a participação desse comércio saltou para 37%. Em 1947, Josef Stalin também denunciou o Plano Marshall e proibiu todos os países do Bloco Oriental de participarem dele.
O domínio soviético vinculou ainda outras economias do Bloco de Leste a Moscovo através do Conselho de Assistência Económica Mútua (CMEA) ou Comecon, que determinava as alocações de investimento dos países e os produtos que seriam comercializados dentro do Bloco de Leste. Embora o Comecon tenha sido iniciado em 1949, o seu papel tornou-se ambíguo porque Stalin preferia ligações mais directas com outros chefes do partido do que a sofisticação indirecta do conselho. Não desempenhou nenhum papel significativo na década de 1950 no planejamento econômico.
Inicialmente, o Comecon serviu de cobertura para a tomada soviética de materiais e equipamentos do resto do Bloco de Leste, mas o equilíbrio mudou quando os soviéticos se tornaram subsidiadores líquidos do resto do Bloco na década de 1970 através de uma troca de matérias-primas de baixo custo em retorno de produtos acabados fabricados de má qualidade. Embora recursos como o petróleo, a madeira e o urânio tenham inicialmente tornado atraente o acesso a outras economias do Bloco de Leste, os soviéticos rapidamente tiveram de exportar matérias-primas soviéticas para esses países para manter a coesão nos mesmos. Após a resistência aos planos do Comecon de extrair os recursos minerais da Roménia e utilizar fortemente a sua produção agrícola, a Roménia começou a assumir uma postura mais independente em 1964. Embora não tenha repudiado o Comecon, não assumiu nenhum papel significativo no seu funcionamento, especialmente após a ascensão ao poder de Nicolae Ceauşescu.

### Ênfase na indústria pesada
De acordo com a propaganda oficial na União Soviética, havia preços acessíveis sem precedentes em termos de habitação, cuidados de saúde e educação. A renda dos apartamentos representava, em média, apenas 1 por cento do orçamento familiar, valor que chegava a 4 por cento quando considerados os serviços municipais. As passagens de bonde custavam 20 copeques e um pão custava 15 copeques. O salário médio mensal de um engenheiro era de 140–160 rublos.
A União Soviética fez grandes progressos no desenvolvimento do setor de bens de consumo do país. Em 1970, a URSS produziu 679 milhões de pares de calçados de couro, em comparação com 534 milhões para os Estados Unidos. A Checoslováquia, que tinha a maior produção per capita de calçado do mundo, exportou uma parte significativa da sua produção de calçado para outros países.
O aumento do padrão de vida sob o socialismo levou a uma diminuição constante da jornada de trabalho e a um aumento do lazer. Em 1974, a semana de trabalho média dos trabalhadores industriais soviéticos era de 40 horas. As férias remuneradas em 1968 atingiram o mínimo de 15 dias úteis. Em meados da década de 1970, o número de dias livres por ano – dias de folga, feriados e férias – era de 128–130, quase o dobro do número dos dez anos anteriores.
Devido à falta de sinais de mercado nessas economias, estas economias sofreram um mau desenvolvimento por parte dos planeadores centrais, o que fez com que esses países seguissem um caminho extensivo (grande mobilização de insumos de capital, trabalho, energia e matérias-primas utilizados de forma ineficiente) em vez de intensivo (recursos eficientes). uso) desenvolvimento para tentar alcançar um crescimento rápido. Os países do Bloco Oriental foram obrigados a seguir o modelo soviético, dando uma ênfase excessiva à indústria pesada em detrimento da indústria ligeira e de outros sectores.
Dado que esse modelo envolvia a exploração pródiga de recursos naturais e outros, foi descrito como uma espécie de modalidade de “corte e queima”. Embora o sistema soviético lutasse por uma ditadura do proletariado, havia pouco proletariado em muitos países da Europa Oriental, de modo que, para criar um, era necessário construir a indústria pesada. Cada sistema partilhava os temas distintos das economias orientadas para o Estado, incluindo direitos de propriedade mal definidos, falta de preços de equilíbrio de mercado e capacidades produtivas exageradas ou distorcidas em relação a economias de mercado análogas.
Ocorreram erros graves e desperdícios nos sistemas de alocação e distribuição de recursos. Devido aos órgãos estatais monolíticos geridos pelo partido, estes sistemas não proporcionavam mecanismos ou incentivos eficazes para controlar custos, prodigalidade, ineficiência e desperdício. A indústria pesada recebeu prioridade devido à sua importância para o estabelecimento militar-industrial e para o setor de engenharia.
As fábricas estavam por vezes localizadas de forma ineficiente, incorrendo em elevados custos de transporte, enquanto a má organização das fábricas resultava por vezes em atrasos na produção e em repercussões noutras indústrias dependentes de fornecedores monopolistas de produtos intermédios. Por exemplo, cada país, incluindo a Albânia, construiu siderúrgicas, independentemente de não possuírem os recursos necessários de energia e minérios. Uma enorme fábrica metalúrgica foi construída na Bulgária, apesar de os seus minérios terem de ser importados da União Soviética e transportados 320km do porto de Burgas. Uma fábrica de tratores em Varsóvia, em 1980, tinha uma lista de 52 páginas de equipamentos não utilizados, enferrujados e depois inúteis.
Esta ênfase na indústria pesada desviou o investimento da produção mais prática de produtos químicos e plásticos. Além disso, a ênfase dos planos na quantidade e não na qualidade tornou os produtos do Bloco de Leste menos competitivos no mercado mundial. Os elevados custos transmitidos através da cadeia de produtos impulsionaram o “valor” da produção em que se baseavam os aumentos salariais, mas tornaram as exportações menos competitivas. Os planeadores raramente fechavam fábricas antigas, mesmo quando novas capacidades eram abertas noutros locais. Por exemplo, a indústria siderúrgica polaca manteve uma fábrica na Alta Silésia, apesar da abertura de modernas unidades integradas na periferia, enquanto o último antigo forno de processo Siemens-Martin instalado no século XIX não foi encerrado imediatamente.
Os bens de produção foram favorecidos em detrimento dos bens de consumo, fazendo com que os bens de consumo faltassem em quantidade e qualidade nas economias de escassez resultantes.
Em meados da década de 1970, os défices orçamentais aumentaram consideravelmente e os preços internos divergiram amplamente dos preços mundiais, enquanto os preços de produção eram, em média, 2% superiores aos preços no consumidor. Muitos produtos premium podiam ser comprados no mercado negro ou apenas em lojas especiais usando moeda estrangeira geralmente inacessível à maioria dos cidadãos do Bloco Oriental, como Intershop na Alemanha Oriental, Beryozka na União Soviética, Pewex na Polónia, Tuzex na Tchecoslováquia, Corecom na Bulgária ou Comturist na Romênia. Muito do que foi produzido para a população local nunca chegou ao utilizador pretendido, enquanto muitos produtos perecíveis tornaram-se impróprios para consumo antes de chegarem aos seus consumidores.

### Mercados negros
Como resultado das deficiências da economia oficial, foram criados mercados negros, muitas vezes abastecidos por bens roubados do sector público. A segunda, a “economia paralela”, floresceu em todo o Bloco devido às crescentes necessidades não satisfeitas dos consumidores estatais. Surgiram mercados negros e cinzentos para alimentos, bens e dinheiro. Os bens incluíam bens domésticos, suprimentos médicos, roupas, móveis, cosméticos e produtos de higiene pessoal, que são cronicamente escassos nos estabelecimentos oficiais.
Muitos agricultores ocultaram a produção real das agências de compras para vendê-la ilicitamente aos consumidores urbanos. As moedas estrangeiras fortes eram muito procuradas, enquanto os itens ocidentais de alto valor funcionavam como meio de troca ou suborno nos países estalinistas, como na Roménia, onde os cigarros Kent serviam como moeda não oficial amplamente utilizada para comprar bens e serviços. Alguns trabalhadores de serviços trabalhavam ilegalmente prestando serviços diretamente aos clientes mediante pagamento.

### Urbanização
A industrialização extensiva da produção resultante não respondeu às necessidades dos consumidores e causou uma negligência no sector dos serviços, uma urbanização rápida sem precedentes, uma superlotação urbana aguda, escassez crónica e recrutamento maciço de mulheres para ocupações principalmente servis e/ou mal remuneradas. As tensões resultantes resultaram no uso generalizado de coerção, repressão, julgamentos-espetáculo, expurgos e intimidação. Em 1960, ocorreu uma urbanização maciça na Polónia (48% urbana) e na Bulgária (38%), o que aumentou o emprego para os camponeses, mas também fez com que o analfabetismo disparasse quando as crianças abandonavam a escola para trabalhar.
As cidades tornaram-se enormes canteiros de obras, resultando na reconstrução de alguns edifícios devastados pela guerra, mas também na construção de blocos de apartamentos construídos em sistemas monótonos e dilapidados. Os padrões de vida urbanos caíram porque os recursos foram aplicados em enormes projectos de construção a longo prazo, enquanto a industrialização forçou milhões de antigos camponeses a viver em acampamentos ou blocos de apartamentos sombrios perto de enormes complexos industriais poluentes.

### Coletivização agrícola

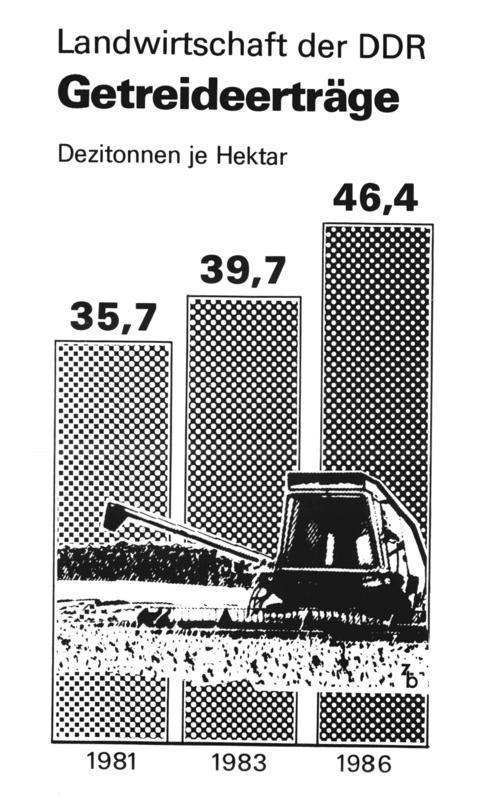
Gráfico que mostra a mudança na produção agrícola da Alemanha Oriental entre 1981 e 1986

A coletivização é um processo iniciado por Josef Stalin no final da década de 1920, através do qual os regimes marxistas-leninistas no Bloco Oriental e noutros locais tentaram estabelecer um sistema socialista ordenado na agricultura rural. Exigiu a consolidação forçada de explorações agrícolas camponesas de pequena escala e de explorações maiores pertencentes às classes proprietárias de terras, com o objectivo de criar "fazendas colectivas" modernas e maiores, propriedade, em teoria, dos seus trabalhadores. Na realidade, essas explorações eram propriedade do Estado.
Além de erradicar as ineficiências percebidas associadas à agricultura de pequena escala em propriedades de terra descontíguas, a coletivização também pretendia atingir o objetivo político de remover a base rural para a resistência aos regimes estalinistas. Uma outra justificação dada foi a necessidade de promover o desenvolvimento industrial, facilitando a aquisição de produtos agrícolas pelo Estado e transferindo o "trabalho excedentário" das áreas rurais para as urbanas. Em suma, a agricultura foi reorganizada para proletarizar o campesinato e controlar a produção a preços determinados pelo Estado.
O Bloco Oriental possui recursos agrícolas substanciais, especialmente nas zonas do sul, como a Grande Planície da Hungria, que oferece bons solos e um clima quente durante a estação de crescimento. A coletivização rural ocorreu de forma diferente nos países não-soviéticos do Bloco Oriental do que na União Soviética nas décadas de 1920 e 1930. Devido à necessidade de ocultar a suposição de controlo e as realidades de uma falta inicial de controlo, nenhuma liquidação dos camponeses ricos ao estilo da deskulakização soviética poderia ser levada a cabo nos países não-soviéticos do Bloco Oriental.
Nem poderiam arriscar a fome em massa ou a sabotagem agrícola (por exemplo, o Holodomor) com uma rápida coletivização através de enormes explorações agrícolas estatais e cooperativas de produtores agrícolas (APC). Em vez disso, a coletivização prosseguiu mais lentamente e por etapas, de 1948 a 1960 na Bulgária, Roménia, Hungria, Checoslováquia e Alemanha Oriental, e de 1955 a 1964 na Albânia. A coletivização nas repúblicas bálticas da Lituânia, Estônia e Letônia ocorreu entre 1947 e 1952.
Ao contrário da coletivização soviética, nos outros países do Bloco de Leste não ocorreram destruição maciça de gado nem erros que provocassem distorções na produção ou na distribuição. Ocorreu um uso mais generalizado de formas transitórias, com pagamentos de compensação diferenciados para os camponeses que contribuíram com mais terras para as APCs. Como a Checoslováquia e a Alemanha Oriental eram mais industrializadas do que a União Soviética, estavam em posição de fornecer a maior parte do equipamento e dos insumos de fertilizantes necessários para facilitar a transição para a agricultura coletivizada. Em vez de liquidar grandes agricultores ou proibi-los de aderir às APCs, como Estaline tinha feito através da deskulakização, esses agricultores foram utilizados nas coletivizações não-soviéticas do Bloco de Leste, por vezes até sendo nomeados presidentes ou gestores agrícolas.
A colectivização encontrou frequentemente forte resistência rural, incluindo camponeses que destruíam frequentemente propriedades em vez de as entregarem aos colectivos. Os fortes laços dos camponeses com a terra através da propriedade privada foram rompidos e muitos jovens partiram para carreiras na indústria. Na Polónia e na Iugoslávia, a resistência feroz dos camponeses, muitos dos quais resistiram ao Eixo, levou ao abandono da coletivização rural em massa no início da década de 1950. Em parte devido aos problemas criados pela coletivização, a agricultura foi em grande parte descoletivizada na Polónia em 1957.
O facto de a Polónia ter conseguido, no entanto, levar a cabo uma industrialização planeada centralmente em grande escala, sem mais dificuldade do que os seus vizinhos coletivizados do Bloco de Leste, pôs ainda mais em causa a necessidade de coletivização nessas economias planeadas. Apenas os "territórios ocidentais" da Polónia, aqueles adjacentes a leste à linha Oder-Neisse que foram anexados pela Alemanha, foram substancialmente coletivizados, em grande parte para estabelecer um grande número de polacos em boas terras agrícolas que tinham sido tomadas aos agricultores alemães.

### Crescimento econômico

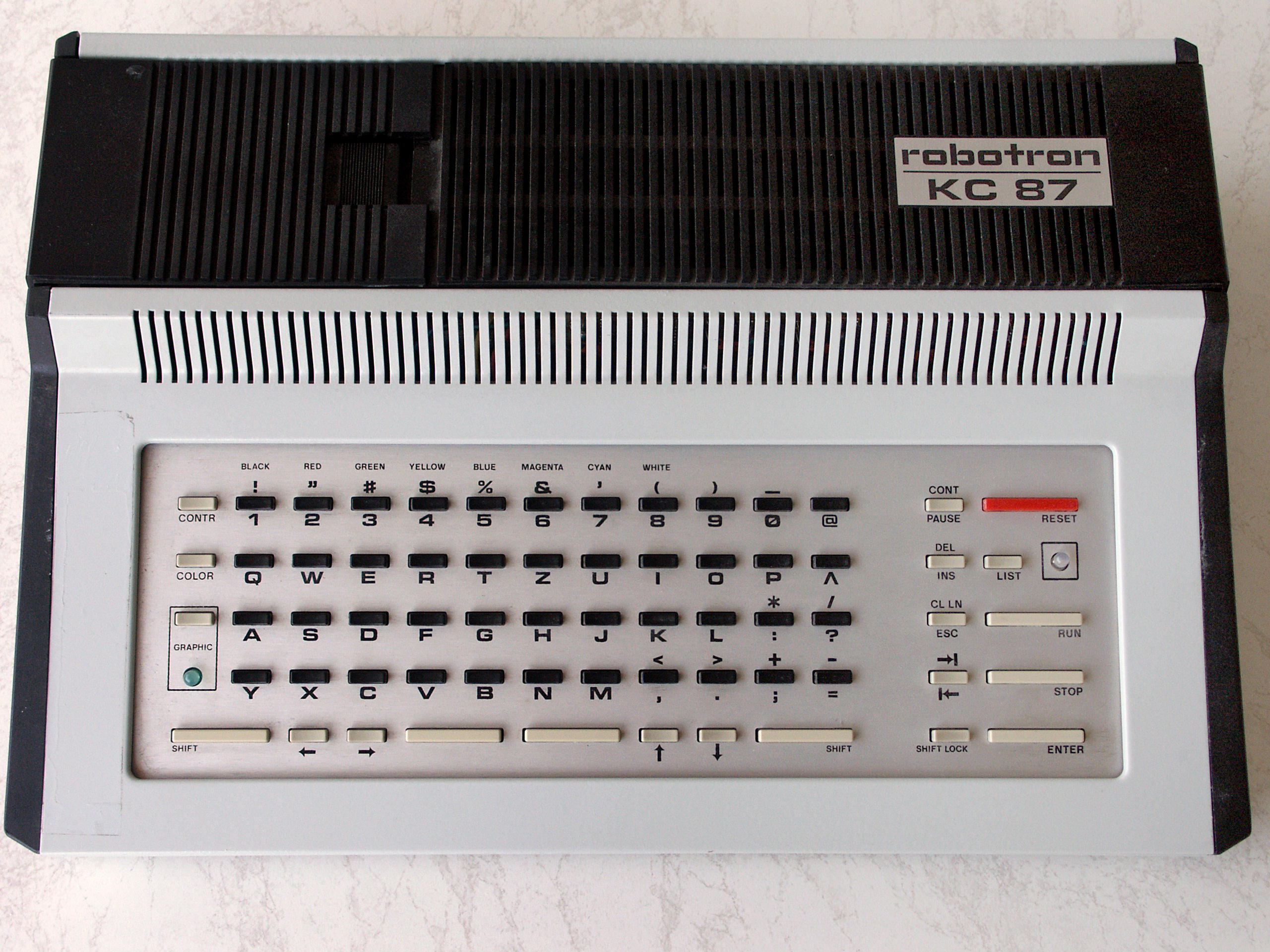
Um computador doméstico Robotron KC 87 fabricado na Alemanha Oriental entre 1987 e 1989

Houve um progresso significativo na economia de países como a União Soviética. Em 1980, a União Soviética ocupava o primeiro lugar na Europa e o segundo no mundo em termos de produção industrial e agrícola, respectivamente. Em 1960, a produção industrial da URSS era apenas 55% da América, mas aumentou para 80% em 1980.
Com a mudança da liderança soviética em 1964, ocorreram mudanças significativas na política económica. O Governo emitiu em 30 de Setembro de 1965 um decreto “Sobre a melhoria da gestão da indústria” e a resolução de 4 de Outubro de 1965 “Sobre a melhoria e reforço dos incentivos económicos à produção industrial”. O principal iniciador dessas reformas foi o primeiro-ministro A. Kosygin. As reformas agrícolas de Kosygin deram uma autonomia considerável às explorações colectivas, dando-lhes o direito ao conteúdo da agricultura privada. Nesse período, houve o programa de recuperação de terras em grande escala, a construção de canais de irrigação e outras medidas. No período 1966-1970, o produto nacional bruto cresceu mais de 35%. A produção industrial aumentou 48% e a agricultura 17%. No oitavo Plano Quinquenal, a renda nacional cresceu a uma taxa média de 7,8%. No nono Plano Quinquenal (1971-1975), a renda nacional cresceu a uma taxa anual de 5,7%. No décimo Plano Quinquenal (1976-1981), a renda nacional cresceu a uma taxa anual de 4,3%.
A União Soviética fez progressos científicos e tecnológicos notáveis. Ao contrário dos países com economias mais orientadas para o mercado, o potencial científico e tecnológico da URSS foi utilizado de acordo com um plano à escala da sociedade como um todo.
Em 1980, o número de pessoal científico na URSS era de 1,4 milhões. O número de engenheiros empregados na economia nacional era de 4,7 milhões. Entre 1960 e 1980, o número de pessoal científico aumentou por um factor de 4. Em 1975, o número de pessoal científico na URSS representava um quarto do número total de pessoal científico no mundo. Em 1980, em comparação com 1940, o número de propostas de invenção apresentadas foi superior a 5 milhões. Em 1980, existiam 10 institutos de investigação em toda a União, 85 agências centrais especializadas e 93 centros de informação regionais.
A primeira usina nuclear do mundo foi inaugurada em 27 de junho de 1954, em Obninsk. Os cientistas soviéticos deram uma contribuição importante para o desenvolvimento da tecnologia da computação. As primeiras grandes conquistas na área foram associadas à construção de computadores analógicos. Na URSS, os princípios para a construção de analisadores de rede foram desenvolvidos por S. Gershgorin em 1927 e o conceito de computador analógico eletrodinâmico foi proposto por N. Minorsky em 1936. Na década de 1940, o desenvolvimento de diretores antiaéreos eletrônicos AC e dos primeiros integradores de tubo de vácuo foi iniciado por L. Gutenmakher. Na década de 1960, desenvolvimentos importantes em equipamentos de informática modernos foram o sistema BESM-6 construído sob a direção de SA Lebedev, a série MIR de pequenos computadores digitais e a série Minsk de computadores digitais desenvolvida por G.Lopato e V. Przhyalkovsky.
O autor Turnock afirma que o transporte no Bloco de Leste era caracterizado por uma manutenção infraestrutural deficiente. A rede rodoviária sofria de capacidade de carga inadequada, pavimentação deficiente e manutenção deficiente nas estradas. Embora as estradas fossem recapeadas, poucas estradas novas foram construídas e havia muito poucas rodovias divididas, estradas circulares urbanas ou desvios. A propriedade de automóveis particulares permaneceu baixa para os padrões ocidentais.
A propriedade de veículos aumentou nas décadas de 1970 e 1980 com a produção de carros baratos na Alemanha Oriental, como os Trabants e os Wartburgs. No entanto, a lista de espera para a distribuição dos Trabants era de dez anos em 1987 e de até quinze anos para os carros soviéticos Lada e Checoslovacos Škoda. As aeronaves construídas na União Soviética exibiam tecnologia deficiente, com alto consumo de combustível e pesadas demandas de manutenção. As redes de telecomunicações estavam sobrecarregadas.
Somando-se às restrições de mobilidade decorrentes dos sistemas de transporte inadequados estavam as restrições burocráticas de mobilidade. Embora fora da Albânia, as viagens domésticas acabaram por se tornar em grande parte livres de regulamentação, controlos rigorosos sobre a emissão de passaportes, vistos e moeda estrangeira dificultaram as viagens ao estrangeiro dentro do Bloco de Leste. Os países estavam habituados ao isolamento e à autarquia inicial do pós-guerra, com cada país restringindo efectivamente os burocratas a verem as questões a partir de uma perspectiva interna moldada pela propaganda específica desse país.
Graves problemas ambientais surgiram devido ao congestionamento do tráfego urbano, agravado pela poluição gerada por veículos mal conservados. Grandes centrais térmicas que queimam lenhite e outros itens tornaram-se poluidores notórios, enquanto alguns sistemas hidroeléctricos tiveram um desempenho ineficiente devido às estações secas e à acumulação de lodo nos reservatórios. Cracóvia estava coberta por poluição atmosférica 135 dias por ano, enquanto Wrocław estava coberta por uma névoa de gás cromo.
Várias aldeias foram evacuadas por causa da fundição de cobre em Głogów. Outros problemas rurais surgiram porque a construção de água canalizada teve precedência sobre a construção de sistemas de esgotos, deixando muitas casas apenas com fornecimento de água canalizada e sem camiões-tanque de esgoto suficientes para transportar o esgoto. A água potável resultante ficou tão poluída na Hungria que mais de 700 aldeias tiveram de ser abastecidas por tanques, garrafas e sacos de plástico. Os projetos de energia nuclear estavam sujeitos a longos atrasos no comissionamento.
A catástrofe na usina nuclear de Chernobyl, na Ucrânia, foi causada por um teste de segurança irresponsável em um projeto de reator que normalmente é seguro, alguns operadores sem uma compreensão básica dos processos do reator e da burocracia autoritária soviética, valorizando a lealdade partidária em detrimento de competência, que continuou a promover pessoal incompetente e a escolher o baixo custo em vez da segurança. A consequente libertação de precipitação resultou na evacuação e reassentamento de mais de 336.000 pessoas deixando uma enorme zona desolada de alienação contendo um extenso desenvolvimento urbano abandonado ainda existente.
O turismo de fora do Bloco de Leste foi negligenciado, enquanto o turismo de outros países stalinistas cresceu dentro do Bloco de Leste. O turismo atraiu investimentos, apoiando-se nas oportunidades de turismo e recreação existentes antes da Segunda Guerra Mundial. Em 1945, a maioria dos hotéis estava degradada, enquanto muitos que escaparam à conversão para outros usos pelos planejadores centrais foram programados para atender às demandas domésticas. As autoridades criaram empresas estatais para organizar viagens e alojamento. Na década de 1970, foram feitos investimentos para tentar atrair viajantes ocidentais, embora o ímpeto para isso tenha diminuído na década de 1980, quando não surgiu nenhum plano de longo prazo para obter melhorias no ambiente turístico, como a garantia de liberdade de movimento, dinheiro livre e eficiente. intercâmbio e a oferta de produtos de maior qualidade com os quais esses turistas estavam familiarizados. No entanto, os turistas ocidentais eram geralmente livres de circular pela Hungria, Polónia e Jugoslávia e ir para onde desejassem. Era mais difícil ou mesmo impossível ir como turista individual à Alemanha Oriental, Checoslováquia, Roménia, Bulgária e Albânia. Em geral, foi possível, em todos os casos, que parentes do Ocidente visitassem e permanecessem com familiares nos países do Bloco Oriental, exceto na Albânia. Nestes casos, era necessário solicitar autorização, saber com antecedência os horários precisos, a duração da estadia, a localização e os movimentos.
Atender aos visitantes ocidentais exigiu a criação de um ambiente com um padrão totalmente diferente daquele utilizado para a população nacional, o que exigiu a concentração de locais de viagem, incluindo a construção de infraestruturas de qualidade relativamente elevada em complexos de viagens, que não poderiam ser facilmente replicadas noutros locais. Devido ao desejo de preservar a disciplina ideológica e ao receio da presença de estrangeiros mais ricos envolvidos em estilos de vida diferentes, a Albânia segregou os viajantes. Devido à preocupação com o efeito subversivo da indústria turística, as viagens foram restritas a 6.000 visitantes por ano.

#### Taxas de crescimento
As taxas de crescimento no Bloco de Leste foram inicialmente elevadas nas décadas de 1950 e 1960. Durante este primeiro período, o progresso foi rápido para os padrões europeus e o crescimento per capita no Bloco de Leste aumentou 2,4 vezes a média europeia. A Europa Oriental foi responsável por 12,3 por cento da produção europeia em 1950, mas por 14,4 em 1970. No entanto, o sistema era resistente às mudanças e não se adaptava facilmente às novas condições. Por razões políticas, as antigas fábricas raramente eram fechadas, mesmo quando novas tecnologias se tornavam disponíveis. Como resultado, após a década de 1970, as taxas de crescimento dentro do bloco registaram um declínio relativo. Entretanto, a Alemanha Ocidental, a Áustria, a França e outras nações da Europa Ocidental experimentaram um maior crescimento económico no Wirtschaftswunder ("milagre económico"), Trente Glorieuses ("trinta anos gloriosos") e no boom pós-Segunda Guerra Mundial.
Desde o final da Segunda Guerra Mundial até meados da década de 1970, a economia do Bloco de Leste aumentou constantemente ao mesmo ritmo que a economia da Europa Ocidental, com as nações estalinistas não reformistas do Bloco de Leste a terem uma economia mais forte do que a reformista. -Estados stalinistas. Embora a maioria das economias da Europa Ocidental tenham essencialmente começado a aproximar-se dos níveis do produto interno bruto (PIB) per capita dos Estados Unidos durante o final da década de 1970 e início da década de 1980, os países do Bloco Oriental não o fizeram, com os PIBs per capita a ficarem significativamente atrás dos seus valores comparáveis. homólogos da Europa Ocidental.
A tabela a seguir apresenta um conjunto de taxas de crescimento estimadas do PIB a partir de 1951, para os países do Bloco Oriental, bem como para os da Europa Ocidental, conforme relatado pelo The Conference Board como parte da sua Total Economy Database. Em alguns casos, a disponibilidade de dados não remonta a 1951.
| Taxas de crescimento do PIB em percentagem para os anos indicados | 1951   | 1961   | 1971   | 1981   | 1989   | 1991    | 2001  | 2015   |
| ----------------------------------------------------------------- | ------ | ------ | ------ | ------ | ------ | ------- | ----- | ------ |
| República Popular Socialista da Albânia                           | 6.608  | 4.156  | 6.510  | 2.526  | 2.648  | −28.000 | 7.940 | 2.600  |
| República Popular da Bulgária                                     | 20.576 | 6.520  | 3.261  | 2.660  | −1.792 | −8.400  | 4.248 | 2.968  |
| República Popular da Hungria                                      | 9.659  | 5.056  | 4.462  | 0.706  | −2.240 | −11.900 | 3.849 | 2.951  |
| República Popular da Polônia                                      | 4.400  | 7.982  | 7.128  | −5.324 | −1.552 | −7.000  | 1.248 | 3.650  |
| República Socialista da Romênia                                   | 7.237  | 6.761  | 14.114 | −0.611 | −3.192 | −16.189 | 5.592 | 3.751  |
| República Socialista da Tchecoslováquia/República Tcheca          | –      | –      | 5.215  | −0.160 | 1.706  | −11.600 | 3.052 | 4.274  |
| República Socialista da Tchecoslováquia/Eslováquia                | –      | –      | –      | –      | 1.010  | −14.600 | 3.316 | 3.595  |
| União Soviética/Rússia                                            | –      | 7.200  | 4.200  | 1.200  | 0.704  | −5.000  | 5.091 | −3.727 |
| Áustria                                                           | 6.840  | 5.309  | 5.112  | −0.099 | 4.227  | 3.442   | 1.351 | 0.811  |
| Bélgica                                                           | 5.688  | 4.865  | 3.753  | −1.248 | 3.588  | 1.833   | 0.811 | 1.374  |
| Dinamarca                                                         | 0.668  | 6.339  | 2.666  | −0.890 | 0.263  | 1.300   | 0.823 | 1.179  |
| Finlândia                                                         | 8.504  | 7.620  | 2.090  | 1.863  | 5.668  | −5.914  | 2.581 | 0.546  |
| França                                                            | 6.160  | 5.556  | 4.839  | 1.026  | 4.057  | 1.039   | 1.954 | 1.270  |
| Alemanha (Oeste)                                                  | 9.167  | 4.119  | 2.943  | 0.378  | 3.270  | 5.108   | 1.695 | 1.700  |
| Grécia                                                            | 8.807  | 8.769  | 7.118  | 0.055  | 3.845  | 3.100   | 4.132 | −0.321 |
| Irlanda                                                           | 2.512  | 4.790  | 3.618  | 3.890  | 7.051  | 3.098   | 9.006 | 8.538  |
| Itália                                                            | 7.466  | 8.422  | 1.894  | 0.474  | 2.882  | 1.538   | 1.772 | 0.800  |
| Países Baixos                                                     | 2.098  | 0.289  | 4.222  | −0.507 | 4.679  | 2.439   | 2.124 | 1.990  |
| Noruega                                                           | 5.418  | 6.268  | 5.130  | 0.966  | 0.956  | 3.085   | 2.085 | 1.598  |
| Portugal                                                          | 4.479  | 5.462  | 6.633  | 1.618  | 5.136  | 4.368   | 1.943 | 1.460  |
| Espanha                                                           | 9.937  | 12.822 | 5.722  | 0.516  | 5.280  | 2.543   | 4.001 | 3.214  |
| Suécia                                                            | 3.926  | 5.623  | 2.356  | −0.593 | 3.073  | −1.146  | 1.563 | 3.830  |
| Suíça                                                             | 8.097  | 8.095  | 4.076  | 1.579  | 4.340  | −0.916  | 1.447 | 0.855  |
| Reino Unido                                                       | 2.985  | 3.297  | 2.118  | −1.303 | 2.179  | −1.257  | 2.758 | 2.329  |

A Divisão de Estatísticas das Nações Unidas também calcula as taxas de crescimento, utilizando uma metodologia diferente, mas apenas reporta os números a partir de 1971 (para a Eslováquia e as repúblicas constituintes da URSS, a disponibilidade de dados começa mais tarde). Assim, de acordo com as Nações Unidas, as taxas de crescimento na Europa foram as seguintes:
| Taxas de crescimento do PIB em percentagem para os anos indicados | 1971   | 1981   | 1989   | 1991    | 2001  | 2015   |
| ----------------------------------------------------------------- | ------ | ------ | ------ | ------- | ----- | ------ |
| República Popular Socialista da Albânia                           | 4.001  | 5.746  | 9.841  | −28.002 | 8.293 | 2.639  |
| República Popular da Bulgária                                     | 6.897  | 4.900  | −3.290 | −8.445  | 4.248 | 2.968  |
| República Popular da Hungria                                      | 6.200  | 2.867  | 0.736  | −11.687 | 3.774 | 3.148  |
| República Popular da Polônia                                      | 7.415  | −9.971 | 0.160  | −7.016  | 1.248 | 3.941  |
| República Socialista da Romênia                                   | 13.000 | 0.112  | −5.788 | −12.918 | 5.592 | 3.663  |
| República Socialista da Tchecoslováquia/República Tcheca          | 5.044  | −0.095 | 0.386  | −11.615 | 3.052 | 4.536  |
| República Socialista da Tchecoslováquia/Eslováquia                | –      | –      | –      | −14.541 | 3.316 | 3.831  |
| União Soviética/Rússia                                            | 5.209  | 5.301  | 6.801  | −5.000  | 5.091 | −3.727 |
| Ucrânia                                                           | –      | –      | –      | −8.699  | 8.832 | −9.870 |
| Lituânia                                                          | –      | –      | –      | −5.676  | 6.524 | 1.779  |
| Iugoslávia/Sérvia                                                 | 9.162  | 1.400  | 1.500  | −11.664 | 4.993 | 0.758  |
| Áustria                                                           | 5.113  | −0.144 | 3.887  | 3.442   | 1.351 | 0.963  |
| Bélgica                                                           | 3.753  | −0.279 | 3.469  | 1.833   | 0.812 | 1.500  |
| Dinamarca                                                         | 3.005  | −0.666 | 0.645  | 1.394   | 0.823 | 1.606  |
| Finlândia                                                         | 2.357  | 1.295  | 5.088  | −5.914  | 2.581 | 0.210  |
| França                                                            | 5.346  | 1.078  | 4.353  | 1.039   | 1.954 | 1.274  |
| Alemanha (Oeste)                                                  | 3.133  | 0.529  | 3.897  | 5.108   | 1.695 | 1.721  |
| Grécia                                                            | 7.841  | −1.554 | 3.800  | 3.100   | 4.132 | −0.219 |
| Irlanda                                                           | 3.470  | 3.325  | 5.814  | 1.930   | 6.052 | 26.276 |
| Itália                                                            | 1.818  | 0.844  | 3.388  | 1.538   | 1.772 | 0.732  |
| Países Baixos                                                     | 4.331  | −0.784 | 4.420  | 2.439   | 2.124 | 1.952  |
| Noruega                                                           | 5.672  | 1.598  | 1.038  | 3.085   | 2.085 | 1.611  |
| Portugal                                                          | 6.632  | 1.618  | 6.441  | 4.368   | 1.943 | 1.596  |
| Espanha                                                           | 4.649  | −0.132 | 4.827  | 2.546   | 4.001 | 3.205  |
| Suécia                                                            | 0.945  | 0.455  | 2.655  | −1.146  | 1.563 | 4.085  |
| Suíça                                                             | 4.075  | 1.601  | 4.331  | −0.916  | 1.447 | 0.842  |
| Reino Undio                                                       | 3.479  | −0.779 | 2.583  | −1.119  | 2.726 | 2.222  |

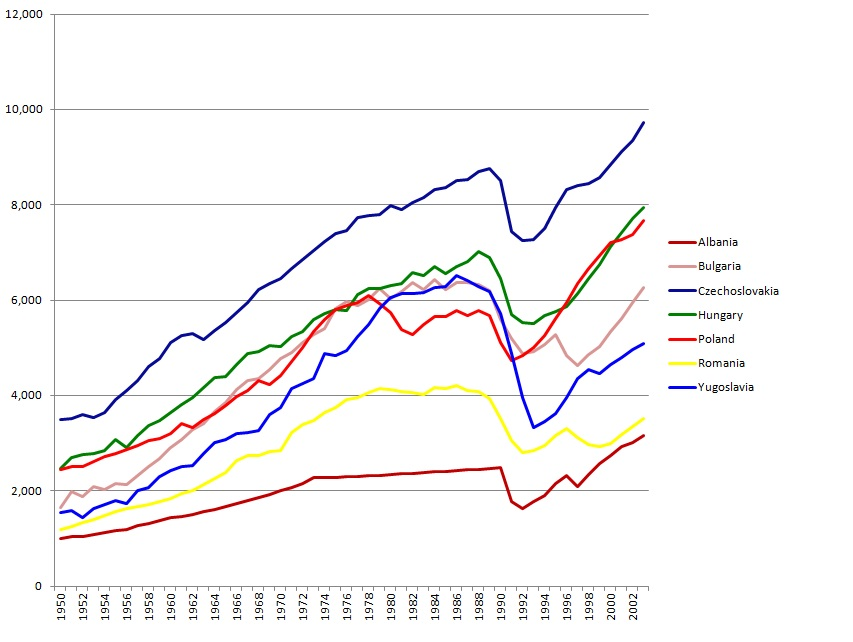
PIB per capita no Bloco Oriental de 1950 a 2003 (dólares Geary-Khamis base de 1990) de acordo com Angus Maddison

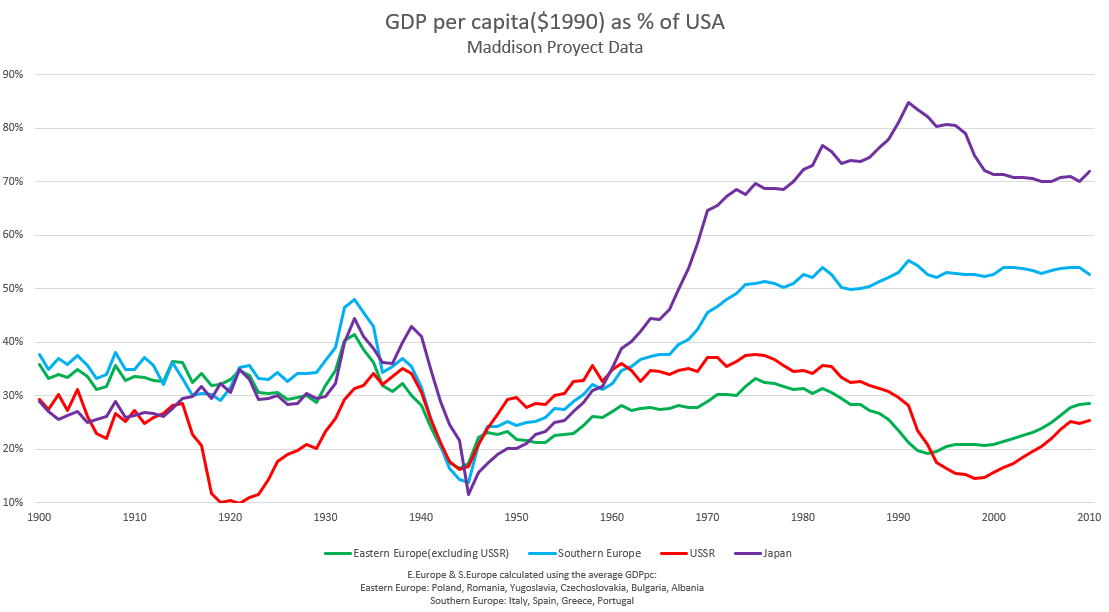
PIB per capita do Bloco Oriental em relações com o PIB per capita dos Estados Unidos durante 1900–2010

A tabela a seguir lista o nível do PIB nominal per capita em certos países selecionados, medido em dólares americanos, para os anos de 1970, 1989 e 2015:
| PIB nominal per capita, segundo a ONU                    | 1970   | 1989    | 2015    |
| -------------------------------------------------------- | ------ | ------- | ------- |
| Reino Unido                                              | $2,350 | $16,275 | $44,162 |
| Itália                                                   | $2,112 | $16,239 | $30,462 |
| Áustria                                                  | $2,042 | $17,313 | $44,118 |
| Japão                                                    | $2,040 | $25,054 | $34,629 |
| União Soviética/Rússia                                   | $1,789 | $2,711  | $9,243  |
| Ucrânia                                                  | -      | -       | $2,022  |
| Lituânia                                                 | -      | -       | $14,384 |
| Grécia                                                   | $1,496 | $7,864  | $17,788 |
| Irlanda                                                  | $1,493 | $11,029 | $60,514 |
| Espanha                                                  | $1,205 | $10,577 | $25,865 |
| República Socialista da Tchecoslováquia/República Tcheca | $1,136 | $3,764  | $17,562 |
| Eslováquia                                               | -      | -       | $16,082 |
| República Popular da Bulgária                            | $1,059 | $2,477  | $6,847  |
| República Popular Socialista da Albânia                  | $1,053 | $904    | $3,984  |
| Chipre                                                   | $1,004 | $9,015  | $21,942 |
| República Popular da Polônia                             | $1,000 | $2,229  | $12,355 |
| Portugal                                                 | $935   | $6,129  | $19,239 |
| Iugoslávia/Sérvia                                        | $721   | $4,197  | $5,239  |
| Cuba                                                     | $653   | $2,577  | $7,657  |
| República Socialista da Roménia                          | $619   | $2,424  | $9,121  |
| República Popular da Hungria                             | $615   | $3,115  | $12,351 |
| China                                                    | $111   | $406    | $8,109  |
| Vietnã                                                   | $64    | $94     | $2,068  |

Embora se possa argumentar que as estimativas do PIB do Banco Mundial utilizadas para os números de 1990 subestimam o PIB do Bloco de Leste devido à subvalorização das moedas locais, os rendimentos per capita eram, sem dúvida, inferiores aos dos seus homólogos. A Alemanha Oriental era a nação industrial mais avançada do Bloco Oriental. Até à construção do Muro de Berlim em 1961, a Alemanha Oriental era considerada um Estado fraco, com uma hemorragia de mão-de-obra qualificada para o Ocidente, de tal forma que era referida como "o satélite em extinção". Só depois de o muro selado com mão-de-obra qualificada é que a Alemanha Oriental foi capaz de ascender ao topo económico do Bloco Oriental. Posteriormente, os seus cidadãos desfrutaram de uma melhor qualidade de vida e de menos carências no fornecimento de bens do que os da União Soviética, da Polónia ou da Roménia.
Embora as estatísticas oficiais pintassem um quadro relativamente optimista, a economia da Alemanha Oriental tinha-se desgastado devido ao aumento do planeamento central, à autarquia económica, à utilização do carvão em vez do petróleo, à concentração do investimento em algumas áreas seleccionadas de utilização intensiva de tecnologia e à regulamentação do mercado de trabalho. Como resultado, existia uma grande disparidade de produtividade de quase 50% por trabalhador entre a Alemanha Oriental e Ocidental. Contudo, essa disparidade não mede a qualidade da concepção de bens ou serviços de tal forma que a taxa per capita real possa ser tão baixa como 14 a 20 por cento. Os salários mensais brutos médios na Alemanha Oriental eram cerca de 30% daqueles na Alemanha Ocidental, embora depois de contabilizados os impostos os números se aproximassem de 60%.
Além disso, o poder de compra dos salários diferia muito, com apenas cerca de metade dos agregados familiares da Alemanha Oriental a possuir um carro ou um aparelho de televisão a cores até 1990, sendo que ambos eram bens comuns nos agregados familiares da Alemanha Ocidental. O Ostmark só era válido para transações dentro da Alemanha Oriental, não podia ser exportado ou importado legalmente e não podia ser usado nas Intershops da Alemanha Oriental que vendiam produtos premium. Em 1989, 11% da força de trabalho da Alemanha Oriental permanecia na agricultura, 47% no sector secundário e 42% nos serviços.
Uma vez instalado, o sistema económico era difícil de mudar dada a importância de uma gestão politicamente fiável e o valor de prestígio atribuído às grandes empresas. O desempenho diminuiu durante as décadas de 1970 e 1980 devido à ineficiência quando os custos dos insumos industriais, como os preços da energia, aumentaram. Embora o crescimento tenha ficado atrás do Ocidente, ele ocorreu. Os bens de consumo começaram a se tornar mais disponíveis na década de 1960.
Antes da dissolução do Bloco de Leste, alguns sectores importantes da indústria operavam com tal prejuízo que exportavam produtos para o Ocidente a preços inferiores ao valor real das matérias-primas. Os custos do aço húngaro duplicaram os da Europa Ocidental. Em 1985, um quarto do orçamento do Estado da Hungria foi gasto no apoio a empresas ineficientes. Um planeamento rigoroso na indústria búlgara significou escassez contínua noutras partes da sua economia.

### Políticas de desenvolvimento

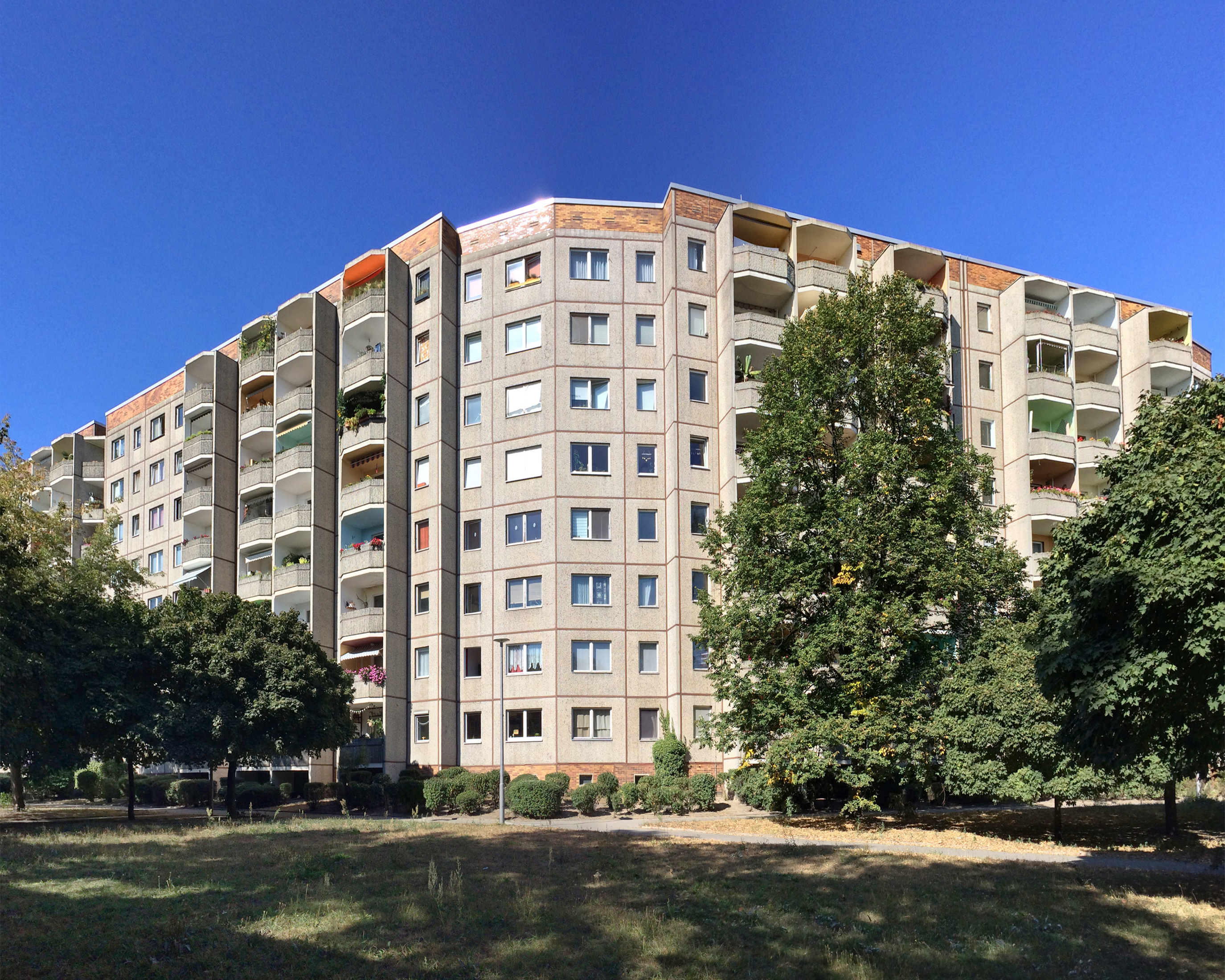
Blocos de apartamentos Plattenbau da Alemanha Oriental

Em termos sociais, os 18 anos (1964-1982) de liderança de Brejnev viram os rendimentos reais crescerem mais de 1,5 vezes. Mais de 1,6 bilhão de metros quadrados de espaço habitacional foram comissionados e fornecidos a mais de 160 milhões de pessoas. Ao mesmo tempo, o aluguel médio das famílias não ultrapassava 3% da renda familiar. Houve uma acessibilidade sem precedentes em termos de habitação, cuidados de saúde e educação.
Num inquérito realizado pelo Instituto de Investigação Sociológica da Academia de Ciências da URSS em 1986, 75% dos inquiridos afirmaram que estavam em melhor situação do que nos dez anos anteriores. Mais de 95% dos adultos soviéticos consideravam-se "razoavelmente abastados". 55% dos inquiridos consideraram que os serviços médicos melhoraram, 46% acreditam que o transporte público melhorou e 48% disseram que o padrão dos serviços prestados pelos estabelecimentos de serviço público aumentou.
Durante os anos 1957-1965, a política habitacional passou por várias mudanças institucionais, com a industrialização e a urbanização não tendo sido acompanhada por um aumento na habitação após a Segunda Guerra Mundial. A escassez de habitação na União Soviética foi pior do que no resto do Bloco de Leste devido a uma maior migração para as cidades e a mais devastação durante a guerra e foi agravada pelas recusas de Estaline antes da guerra em investir adequadamente na habitação. Dado que esse investimento geralmente não era suficiente para sustentar a população existente, os apartamentos tiveram de ser subdivididos em unidades cada vez mais pequenas, resultando na partilha de várias famílias por um apartamento anteriormente destinado a uma família.
A norma pré-guerra passou a ser uma família soviética por quarto, com banheiros e cozinha compartilhados. A quantidade de espaço vital nas áreas urbanas caiu de 5,7 metros quadrados por pessoa em 1926 para 4,5 metros quadrados em 1940. No resto do Bloco de Leste, durante este período, o número médio de pessoas por quarto era de 1,8 na Bulgária (1956), 2,0 na Checoslováquia (1961), 1,5 na Hungria (1963), 1,7 na Polónia (1960), 1,4 em Roménia (1966), 2,4 na Iugoslávia (1961) e 0,9 em 1961 na Alemanha Oriental.
Após a morte de Stalin em 1953, formas de um "Novo Curso" econômico trouxeram um renascimento da construção de casas privadas. A construção privada atingiu o pico entre 1957 e 1960 em muitos países do Bloco Oriental e depois diminuiu simultaneamente, juntamente com um aumento acentuado na habitação estatal e cooperativa. Em 1960, a taxa de construção de habitações per capita tinha aumentado em todos os países do Bloco de Leste. Entre 1950 e 1975, o agravamento da escassez foi geralmente causado por uma queda na proporção de todo o investimento feito em habitação. No entanto, durante esse período, o número total de moradias aumentou.
Durante os últimos quinze anos deste período (1960-1975), foi dada ênfase a uma solução do lado da oferta, que pressupunha que os métodos de construção industrializados e as habitações altas seriam mais baratos e mais rápidos do que as tradicionais habitações baixas, construídas em tijolo. Tais métodos exigiam que organizações de produção produzissem os componentes pré-fabricados e organizações que os montassem no local, sendo que ambos os planeadores presumiram que empregariam um grande número de trabalhadores não qualificados - com contactos políticos poderosos. A falta de participação de eventuais clientes, os residentes, constituiu um factor de escalada dos custos de construção e de obras de má qualidade. Isto levou a taxas de demolição mais elevadas e a custos mais elevados para reparar habitações mal construídas. Além disso, devido ao trabalho de má qualidade, surgiu um mercado negro para serviços e materiais de construção que não podiam ser adquiridos através de monopólios estatais.
Na maioria dos países, as conclusões (novas habitações construídas) atingiram um ponto alto entre 1975 e 1980 e depois caíram como resultado, presumivelmente, do agravamento das condições económicas internacionais. Isto ocorreu na Bulgária, Hungria, Alemanha Oriental, Polónia, Roménia (com um pico anterior também em 1960), Checoslováquia e Iugoslávia, enquanto a União Soviética atingiu o pico em 1960 e 1970. Embora entre 1975 e 1986 a proporção de investimento dedicada à habitação tenha efectivamente aumentado na maior parte do Bloco de Leste, as condições económicas gerais resultaram na queda ou estagnação dos montantes totais de investimento.
O emprego da ideologia socialista na política habitacional diminuiu na década de 1980, o que acompanhou uma mudança nas autoridades que olhavam para a necessidade dos residentes para um exame da capacidade de pagamento dos potenciais residentes. A Iugoslávia foi única na medida em que misturou continuamente fontes privadas e estatais de financiamento habitacional, sublinhando as cooperativas de construção autogeridas juntamente com os controlos do governo central.

### Escassez
O primeiro ano em que a escassez foi efetivamente medida e a escassez em 1986 foi a seguinte: 
| País              | Ano inicial | Escassez no primeiro ano | % do estoque total | Escassez de 1986 | 1986% do estoque total |
| ----------------- | ----------- | ------------------------ | ------------------ | ---------------- | ---------------------- |
| Albânia           | n / D       | n / D                    | n / D              | n / D            | n / D                  |
| Bulgária          | 1965        | 472.000                  | 23,0%              | 880.400          | 27,4%                  |
| Hungria           | 1973        | 6.000                    | 0,2%               | 257.000          | 6,6%                   |
| Alemanha Oriental | 1971        | 340.000                  | 5,6%               | 1.181.700        | 17,1%                  |
| Polônia           | 1974        | 1.357.000                | 15,9%              | 2.574.800        | 23,9%                  |
| Romênia           | 1966        | 575.000                  | 11,0%              | 1.157.900        | 14,0%                  |
| União Soviética   | 1970        | 13.690.000               | 23,1%              | 26.662.400       | 30,2%                  |
| Checoslováquia    | 1970        | 438.000                  | 9,9%               | 877.600          | 15,3%                  |
| Iugoslávia        | n / D       | n / D                    | n / D              | 1.634.700        | 23,9%                  |

Estes são números oficiais de habitação e podem ser baixos. Por exemplo, na União Soviética, o número de 26.662.400 em 1986 quase certamente subestima a escassez, porque não contabiliza a escassez resultante da grande migração rural-urbana soviética; outro cálculo estima a escassez em 59.917.900. No final da década de 1980, a Polónia tinha um tempo de espera médio de 20 anos para obter habitação, enquanto Varsóvia tinha um tempo de espera entre 26 e 50 anos. Na União Soviética, a sublocação ilegal generalizada ocorreu a taxas exorbitantes. Perto do final do Bloco de Leste, alegações de alocação incorreta e distribuição ilegal de moradias foram levantadas nas reuniões do Comitê Central do PCUS soviético.
Na Polónia, os problemas de habitação foram causados por taxas lentas de construção, má qualidade das casas (que foi ainda mais pronunciada nas aldeias) e um grande mercado negro. Na Roménia, a política de engenharia social e a preocupação com a utilização de terras agrícolas forçaram elevadas densidades e projectos de habitação em arranha-céus. Na Bulgária, a ênfase anterior na habitação monolítica em arranha-céus diminuiu um pouco nas décadas de 1970 e 1980. Na União Soviética, a habitação era talvez o principal problema social. Embora as taxas de construção de moradias soviéticas fossem altas, a qualidade era baixa e as taxas de demolição eram altas, em parte devido a uma indústria de construção ineficiente e à falta de qualidade e quantidade de materiais de construção.
A habitação na Alemanha Oriental sofria de falta de qualidade e de mão de obra qualificada, com escassez de materiais, terrenos e licenças. Na Albânia firmemente stalinista, os blocos habitacionais (panelka) eram espartanos, sendo os edifícios sem elevador de seis andares o projeto mais frequente. As moradias foram alocadas pelos sindicatos dos locais de trabalho e construídas por trabalho voluntário organizado em brigadas dentro dos locais de trabalho. A Iugoslávia sofreu com uma rápida urbanização, um desenvolvimento descoordenado e uma má organização resultantes da falta de uma estrutura hierárquica e de uma responsabilização clara, da baixa produtividade dos edifícios, da posição de monopólio das empresas de construção e de políticas de crédito irracionais.

## Revoltas

### Revolta da Alemanha Oriental de 1953

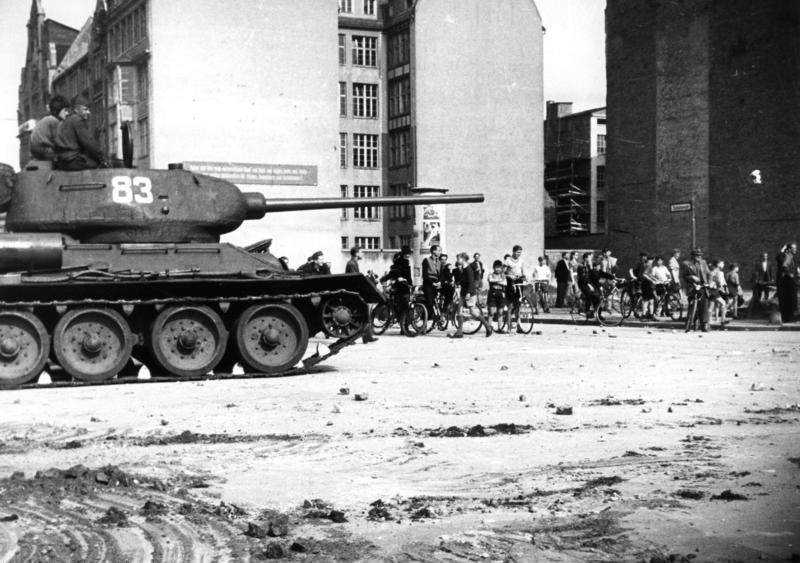
T-34-85 soviético em Berlim Oriental em 17 de junho de 1953

Três meses após a morte de Josef Stalin, ocorreu um aumento dramático da emigração (Republikflucht, fuga de cérebros) da Alemanha Oriental no primeiro semestre de 1953. Um grande número de alemães orientais viajou para o oeste através da única "brecha" que restava nas restrições à emigração do Bloco Oriental, a fronteira do setor de Berlim. O governo da Alemanha Oriental aumentou então as “normas” – a quantidade que cada trabalhador era obrigado a produzir – em 10%. Os já descontentes alemães orientais, que podiam ver os sucessos económicos relativos da Alemanha Ocidental dentro de Berlim, ficaram furiosos. Trabalhadores da construção civil furiosos iniciaram protestos de rua e logo se juntaram a outros numa marcha até à sede do sindicato em Berlim.
Embora nenhum funcionário tenha falado com eles naquele local, por volta das 14h, o governo da Alemanha Oriental concordou em retirar os aumentos da "norma". No entanto, a crise já tinha escalado de tal forma que as exigências eram agora políticas, incluindo eleições livres, a dissolução do exército e a demissão do governo. Até 17 de Junho, foram registadas greves em 317 localidades, envolvendo aproximadamente 400.000 trabalhadores. Quando os grevistas incendiaram os edifícios do  Partido Socialista Unificado da Alemanha e arrancaram a bandeira do Portão de Brandemburgo, o secretário-geral do SED, Walter Ulbricht, deixou Berlim.
Uma grande emergência foi declarada e o Exército Vermelho Soviético invadiu alguns edifícios importantes. Em poucas horas, os tanques soviéticos chegaram, mas não dispararam imediatamente contra todos os trabalhadores. Em vez disso, foi aplicada uma pressão gradual. Aproximadamente 16 divisões soviéticas com 20.000 soldados do Grupo de Forças Soviéticas na Alemanha usando tanques, bem como 8.000 membros da Kasernierte Volkspolizei, foram empregados. O derramamento de sangue não pôde ser totalmente evitado, com o número oficial de mortos em 21, enquanto o número real de vítimas pode ter sido muito maior. Depois disso, ocorreram 20.000 prisões e 40 execuções.

### Revolução Húngara de 1956

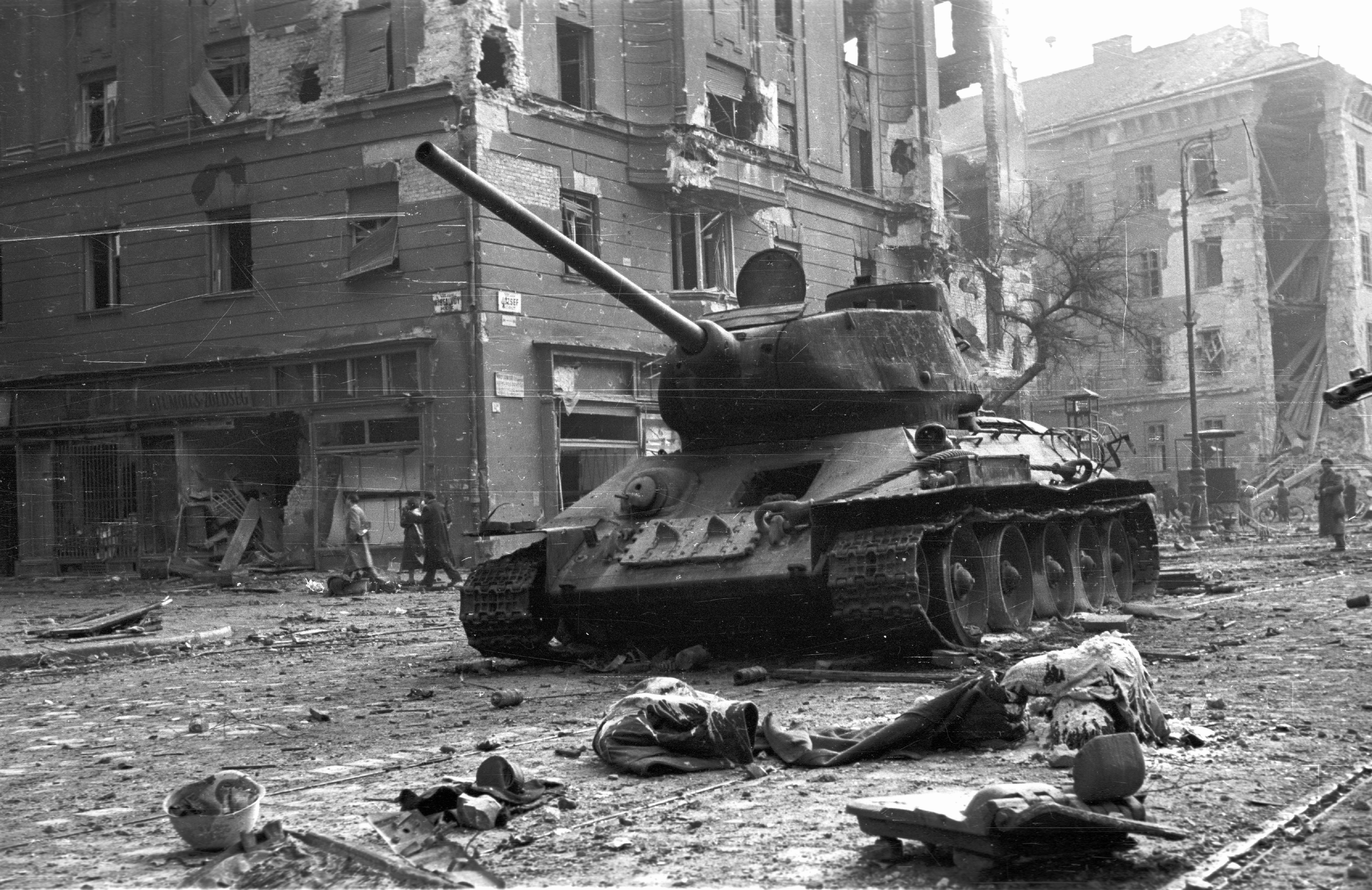
Budapeste em 1956

Após a morte de Stalin em 1953, seguiu-se um período de desestalinização, com o reformista Imre Nagy substituindo o ditador stalinista húngaro Mátyás Rákosi. Respondendo à demanda popular, em outubro de 1956, o governo polonês nomeou o recentemente reabilitado reformista Władysław Gomułka como primeiro secretário do Partido Operário Unificado Polaco, com mandato para negociar concessões comerciais e reduções de tropas com o governo soviético. Após alguns dias tensos de negociações, em 19 de outubro, os soviéticos finalmente cederam aos pedidos reformistas de Gomułka.
A revolução começou depois que estudantes da Universidade Técnica compilaram uma lista de demandas dos revolucionários húngaros de 1956 e realizaram protestos em apoio às demandas em 22 de outubro. Protestos de apoio aumentaram para 200.000 em 18h da tarde do dia seguinte, As demandas incluíam eleições livres e secretas, tribunais independentes, inquéritos sobre as atividades húngaras de Stalin e Rákosi e que "a estátua de Stalin, símbolo da tirania stalinista e da opressão política, fosse removida o mais rápido que possível." Às 21:30, a estátua foi derrubada e multidões exultantes comemoraram colocando bandeiras húngaras nas botas de Stalin, que foi tudo o que restou da estátua. O ÁVH foi chamado, os soldados húngaros ficaram do lado da multidão sobre o ÁVH e tiros foram disparados contra a multidão.
Por volta de 2h da manhã do dia 24 de outubro, sob as ordens do ministro da defesa soviético, Gueorgui Júkov, os tanques soviéticos entraram em Budapeste. Os ataques dos manifestantes ao Parlamento forçaram a dissolução do governo. Um cessar-fogo foi acertado em 28 de outubro e, em 30 de outubro, a maioria das tropas soviéticas havia retirado de Budapeste para guarnições no interior da Hungria. Os combates praticamente cessaram entre 28 de Outubro e 4 de Novembro, enquanto muitos húngaros acreditavam que as unidades militares soviéticas estavam de facto a retirar-se da Hungria.
O novo governo que chegou ao poder durante a revolução dissolveu formalmente a ÁVH, declarou a sua intenção de se retirar do Pacto de Varsóvia e comprometeu-se a restabelecer eleições livres. A partir de então, o Politburo Soviético agiu para esmagar a revolução. Em 4 de Novembro, uma grande força soviética invadiu Budapeste e outras regiões do país. A última bolsa de resistência apelou ao cessar-fogo em 10 de Novembro. Mais de 2.500 húngaros e 722 soldados soviéticos foram mortos e milhares ficaram feridos.
Milhares de húngaros foram detidos, encarcerados e deportados para a União Soviética, muitos sem provas. Aproximadamente 200.000 húngaros fugiram da Hungria, cerca de 26.000 húngaros foram levados a julgamento pelo novo governo de János Kádár, instalado pelos soviéticos, e desses, 13.000 foram presos. Imre Nagy foi executado, juntamente com Pál Maléter e Miklós Gimes, após julgamentos secretos em junho de 1958. Os seus corpos foram colocados em sepulturas não identificadas no Cemitério Municipal, nos arredores de Budapeste. Em janeiro de 1957, o novo governo instalado pelos soviéticos suprimiu toda a oposição pública.

### Primavera de Praga e a Invasão da Tchecoslováquia em 1968

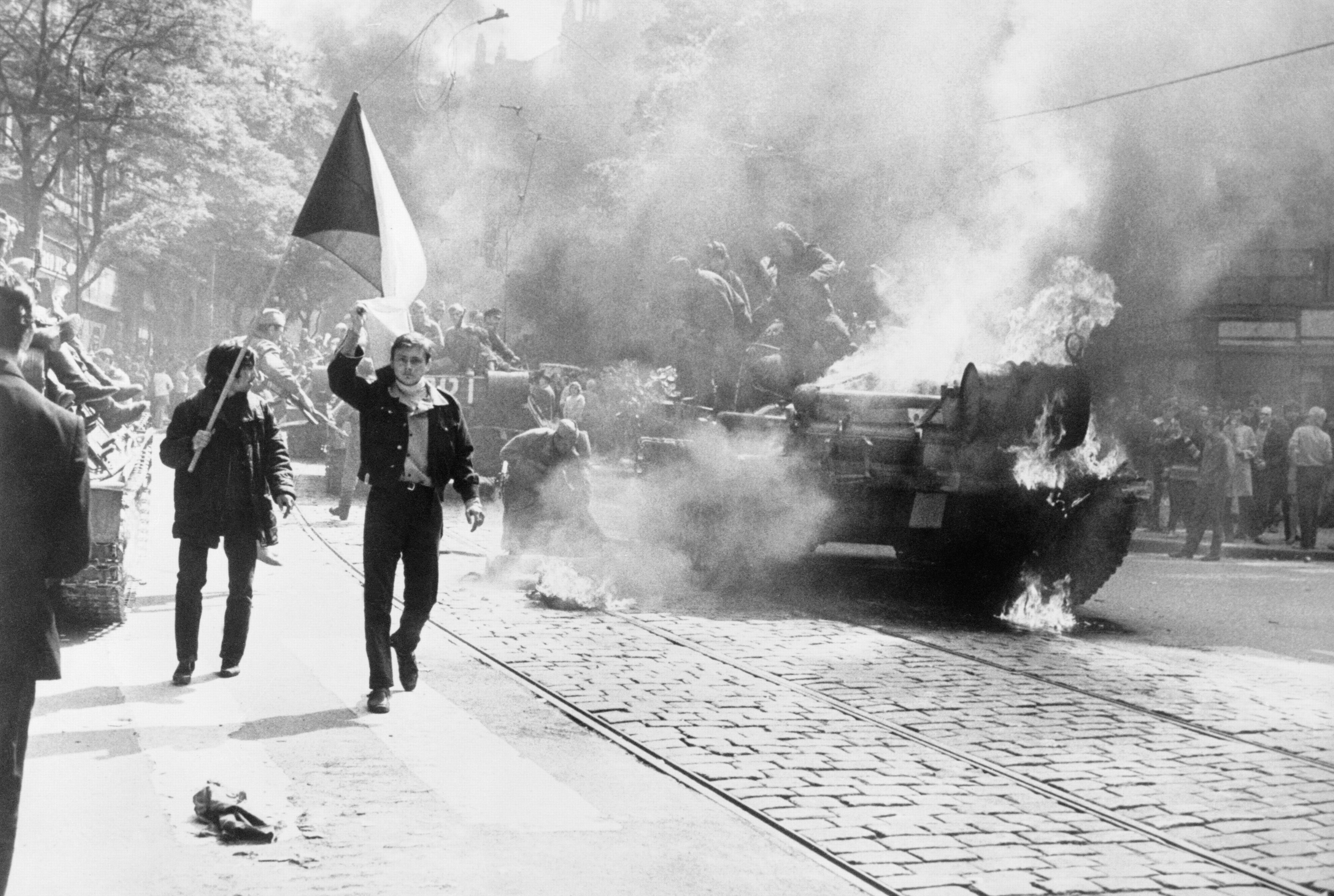
Manifestantes checoslovacos carregando sua bandeira nacional passando por um tanque soviético em chamas em Praga, 1968

Um período de liberalização política na Tchecoslováquia chamado Primavera de Praga ocorreu em 1968. O evento foi estimulado por vários acontecimentos, incluindo reformas económicas que abordaram uma crise económica no início da década de 1960. O evento começou em 5 de janeiro de 1968, quando o reformista eslovaco Alexander Dubček chegou ao poder. Em Abril, Dubček lançou um "Programa de Acção" de liberalizações, que incluía o aumento da liberdade de imprensa, da liberdade de expressão e da liberdade de circulação, juntamente com uma ênfase económica nos bens de consumo, a possibilidade de um governo multipartidário e a limitação do poder do polícia secreta.
A reação inicial dentro do Bloco de Leste foi mista, com János Kádár, da Hungria, expressando apoio, enquanto o líder soviético Leonid Brezhnev e outros ficaram preocupados com as reformas de Dubček, que temiam que pudessem enfraquecer a posição do Bloco de Leste durante a Guerra Fria. Em 3 de agosto, representantes da União Soviética, Alemanha Oriental, Polónia, Hungria, Bulgária e Checoslováquia reuniram-se em Bratislava e assinaram a Declaração de Bratislava, que afirmava a fidelidade inabalável ao marxismo-leninismo e ao internacionalismo proletário e declarava uma luta implacável contra a "burguesia" ideologia e todas as forças "anti-socialistas".
Na noite de 20 para 21 de agosto de 1968, os exércitos do Bloco Oriental de cinco países do Pacto de Varsóvia (União Soviética, Polónia, Alemanha Oriental, Hungria e Bulgária) invadiram a Tchecoslováquia. A invasão estava de acordo com a Doutrina Brejnev, uma política de obrigar os estados do Bloco de Leste a subordinar os interesses nacionais aos do Bloco como um todo e o exercício do direito soviético de intervir se um país do Bloco de Leste parecesse mudar para o capitalismo. A invasão foi seguida por uma onda de emigração, incluindo cerca de 70.000 tchecoslovacos em fuga inicial, com o total chegando a 300.000.
Em abril de 1969, Dubček foi substituído como primeiro secretário por Gustáv Husák e um período de "normalização" começou. Husák reverteu as reformas de Dubček, expurgou o partido dos membros liberais, demitiu opositores de cargos públicos, restabeleceu o poder das autoridades policiais, procurou recentralizar a economia e restabeleceu a proibição de comentários políticos na grande mídia e por pessoas não consideradas ter "total confiança política".

## Dissolução

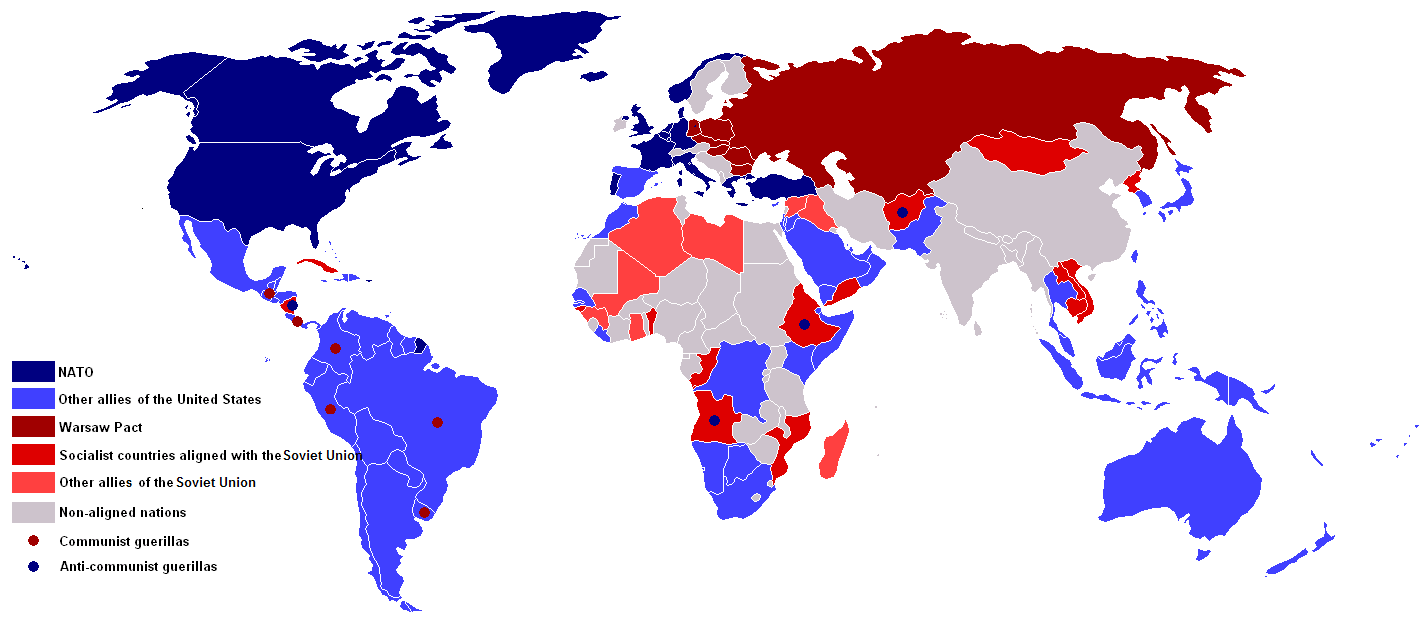
A Guerra Fria em 1980 antes da Guerra Irã-Iraque

O controle soviético do Bloco Oriental foi testado pela primeira vez pelo golpe de estado da Tchecoslováquia de 1948 e pela ruptura Tito-Stalin sobre a direção da República Socialista Federativa da Iugoslávia, a Revolução Comunista Chinesa (1949) e a participação chinesa na Guerra da Coreia. Após a morte de Stalin em 1953, a Guerra da Coreia cessou com a Conferência de Genebra de 1954. Na Europa, o sentimento antissoviético provocou o levante da Alemanha Oriental de 1953. O discurso anti-stalinista de Nikita Khrushchov de 1956, Sobre o culto à personalidade e suas consequências, foi um fator na Revolução Húngara de 1956, que a União Soviética suprimiu, e na ruptura sino-soviética. A ruptura sino-soviética deu à Coreia do Norte e ao Vietnã do Norte mais independência de ambos e facilitou a ruptura albanesa-soviética. A crise dos mísseis cubanos e o fracasso da invasão da Baía dos Porcos preservaram a Revolução Cubana do retrocesso dos Estados Unidos, mas o líder cubano Fidel Castro tornou-se cada vez mais independente da influência soviética posteriormente, principalmente durante a intervenção cubana de 1975 em Angola. Em 1975, a vitória comunista na antiga Indochina Francesa após o fim da Guerra do Vietnã deu ao Bloco Oriental uma confiança renovada depois de ter sido desgastado pela invasão da Tchecoslováquia pelo líder soviético Leonid Brejnev em 1968 para suprimir a Primavera de Praga. Isto levou à retirada da República Popular Socialista da Albânia do Pacto de Varsóvia, alinhando-se brevemente com a China de Mao Tsé-Tung até à ruptura sino-albanesa.
Sob a Doutrina Brejnev, a União Soviética reservou-se o direito de intervir em outros estados socialistas. Em resposta, a China avançou em direção aos Estados Unidos após o conflito fronteiriço sino-soviético e mais tarde reformou e liberalizou a sua economia enquanto o Bloco Oriental via a Era da Estagnação em comparação com o Primeiro Mundo capitalista. A Guerra Soviético-Afegã expandiu nominalmente o Bloco Oriental, mas a guerra revelou-se invencível e demasiado dispendiosa para os soviéticos, desafiados na Europa Oriental pela resistência civil do Solidarność. No final da década de 1980, o líder soviético Mikhail Gorbatchov prosseguiu políticas de glasnost (abertura) e perestroika (reestruturação) para reformar o Bloco de Leste e acabar com a Guerra Fria, que gerou agitação em todo o bloco.

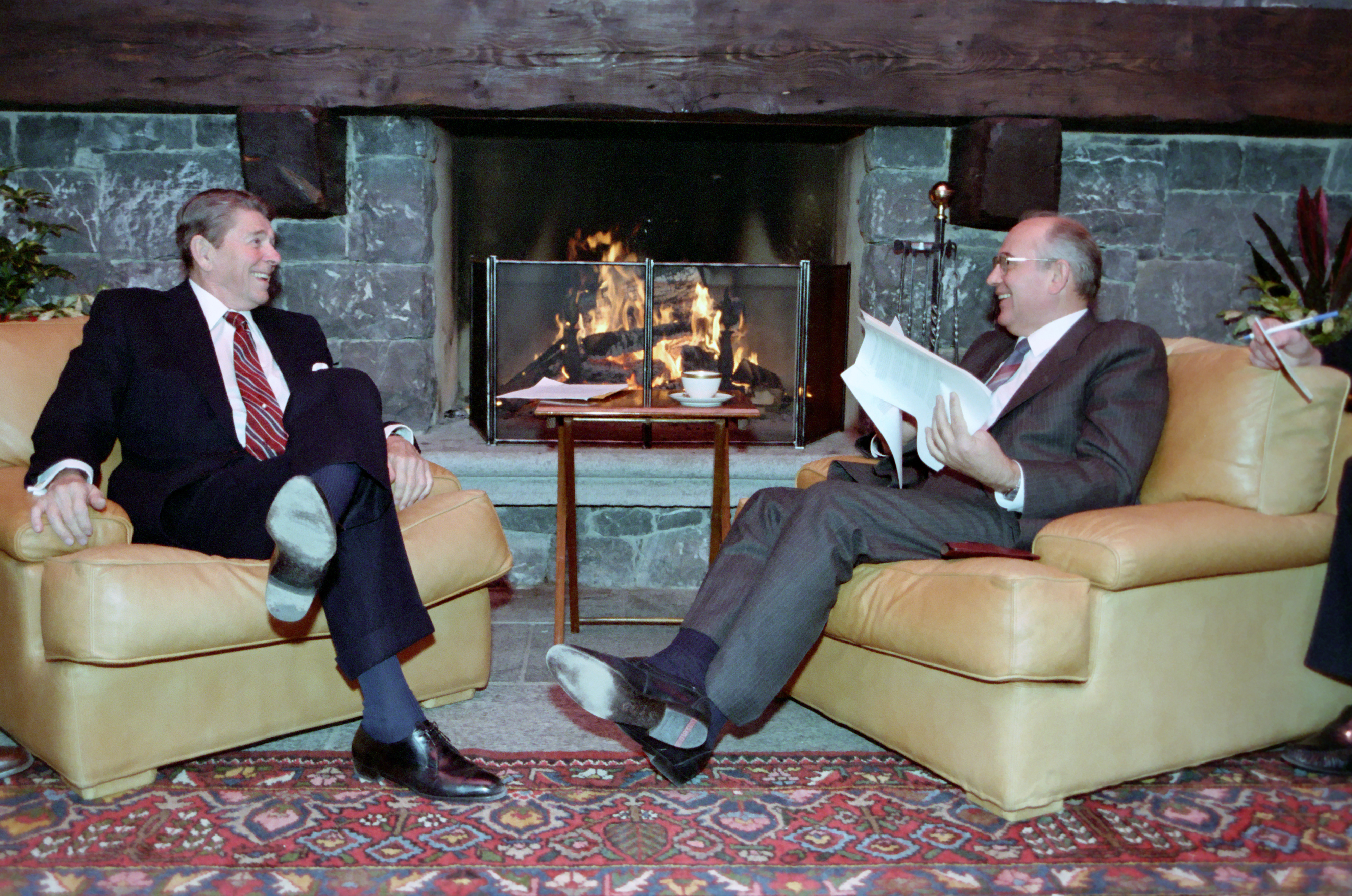
O secretário-geral soviético, Mikhail Gorbatchov, que procurou acabar com a Guerra Fria entre o Pacto de Varsóvia liderado pelos soviéticos e a OTAN liderada pelos Estados Unidos e os seus outros aliados ocidentais, numa reunião com o presidente Ronald Reagan

Durante meados da década de 1980, a enfraquecida União Soviética parou gradualmente de interferir nos assuntos internos das nações do Bloco Oriental e ocorreram numerosos movimentos de independência.
Após a estagnação de Brejnev, o líder soviético Mikhail Gorbatchov de mentalidade reformista, em 1985 sinalizou a tendência para uma maior liberalização. Gorbachev rejeitou a Doutrina Brejnev, que sustentava que Moscovo interviria se o socialismo fosse ameaçado em qualquer estado. Ele anunciou o que foi chamado de "Doutrina Sinatra", em homenagem a "My Way" do cantor, para permitir que os países da Europa Central e Oriental determinassem seus próprios assuntos internos durante este período.
Gorbachev iniciou uma política de glasnost (abertura) na União Soviética e enfatizou a necessidade da perestroika (reestruturação económica). A União Soviética estava em dificuldades económicas após a longa guerra no Afeganistão e não tinha os recursos para controlar a Europa Central e Oriental.
O início da desintegração do Bloco de Leste pode ser atribuído às eleições parlamentares polacas de Junho de 1989, à abertura de uma porta fronteiriça entre a Áustria e a Hungria no Piquenique Pan-Europeu em Agosto de 1989. Em 1990, a Alemanha Oriental reuniu-se com a Alemanha Ocidental após a queda do Muro de Berlim em 1989. Ao contrário dos líderes soviéticos anteriores em 1953, 1956 e 1968, Gorbachev recusou-se a usar a força para acabar com as revoluções de 1989 contra o domínio marxista-leninista na Europa Oriental. A queda do Muro de Berlim e o fim do Pacto de Varsóvia espalharam ideais nacionalistas e liberais por toda a União Soviética. Em 1991, as elites comunistas conservadoras lançaram uma tentativa de golpe de estado soviético em 1991, que acelerou o fim do domínio marxista-leninista na Europa Oriental. No entanto, os protestos de 1989 na Praça Tiananmen, na China, foram violentamente reprimidos pelo governo comunista local, que manteve o seu controlo no poder.
Em 1989, uma onda de revoluções, às vezes chamada de "Outono das Nações", varreu o Bloco de Leste.
Grandes reformas ocorreram na Hungria após a substituição de János Kádár como Secretário-Geral do Partido Comunista em 1988. Na Polónia, em Abril de 1989, a organização Solidarność foi legalizada e autorizada a participar nas eleições parlamentares. Capturou 99% dos assentos parlamentares disponíveis.

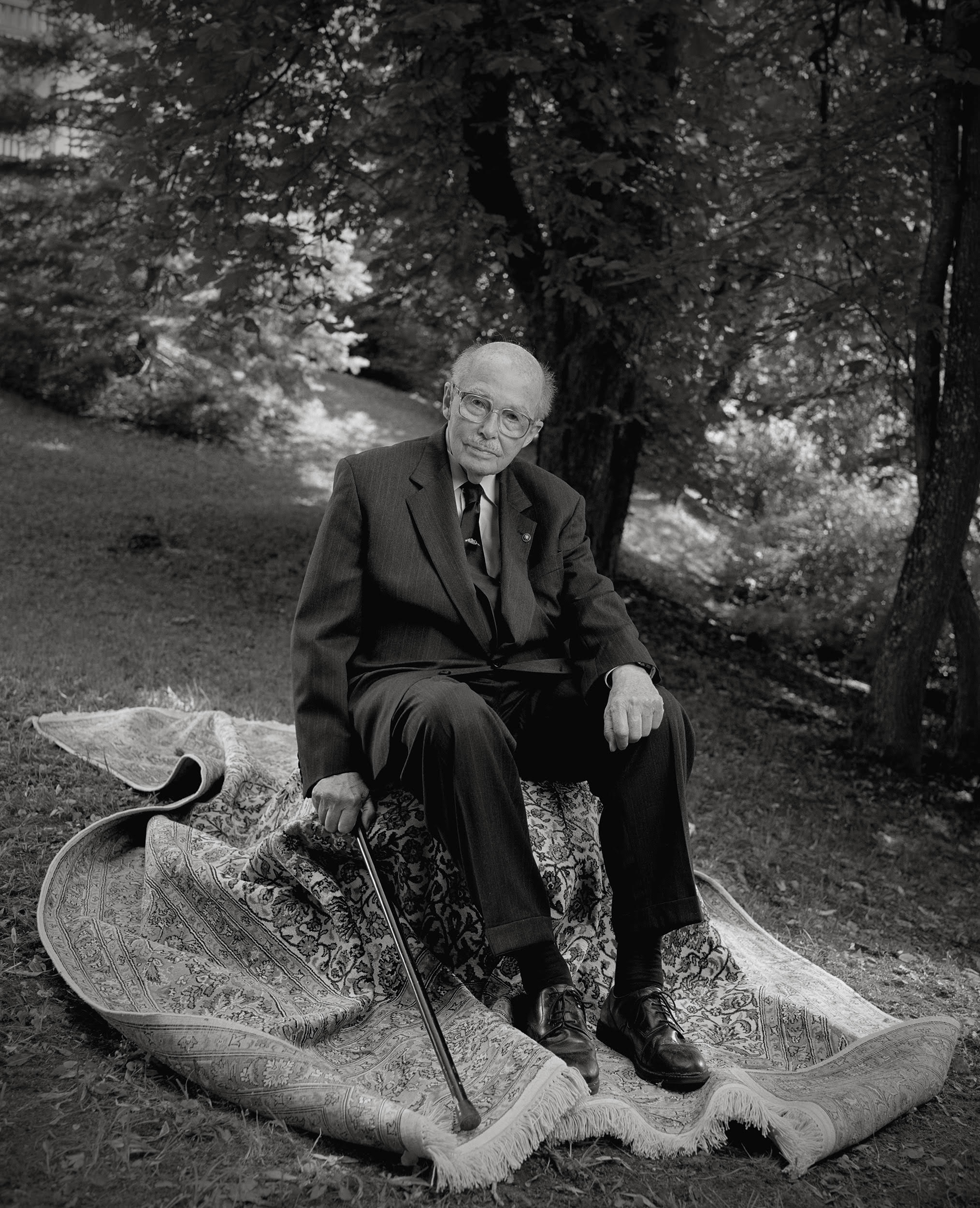
Otto von Habsburg, que desempenhou um papel de liderança na abertura da Cortina de Ferro

A abertura da Cortina de Ferro entre a Áustria e a Hungria no Piquenique Pan-Europeu de 19 de Agosto de 1989 desencadeou então uma reacção em cadeia, no final da qual já não existia uma Alemanha Oriental e o Bloco Oriental se desintegrou. Uma ampla publicidade para o piquenique planejado foi feita por meio de cartazes e folhetos entre os turistas da RDA na Hungria. A secção austríaca da União Pan-Europeia, então chefiada por Carlos de Habsburgo, distribuiu milhares de brochuras convidando-os para um piquenique perto da fronteira em Sopron. Foi o maior movimento de fuga da Alemanha Oriental desde a construção do Muro de Berlim em 1961. Depois do piquenique, que se baseou numa ideia de Otto von Habsburg para testar a reacção da URSS e de Mikhail Gorbatchov à abertura da fronteira, dezenas de milhares de alemães orientais informados pelos meios de comunicação social partiram para a Hungria. A Hungria já não estava preparada para manter as suas fronteiras completamente fechadas ou para obrigar as suas tropas fronteiriças a usar a força das armas. Erich Honecker ditou ao Daily Mirror para o Piquenique Paneuropa: "Os Habsburgos distribuíram folhetos até à Polónia, nos quais os turistas da Alemanha Oriental foram convidados para um piquenique. Quando vieram para o piquenique, receberam presentes, comida e marcos alemães, e então eles foram persuadidos a vir para o Ocidente". A liderança da RDA em Berlim Oriental não se atreveu a bloquear completamente as fronteiras do seu próprio país e a URSS não respondeu de todo. Assim, a base do Bloco de Leste foi quebrada.

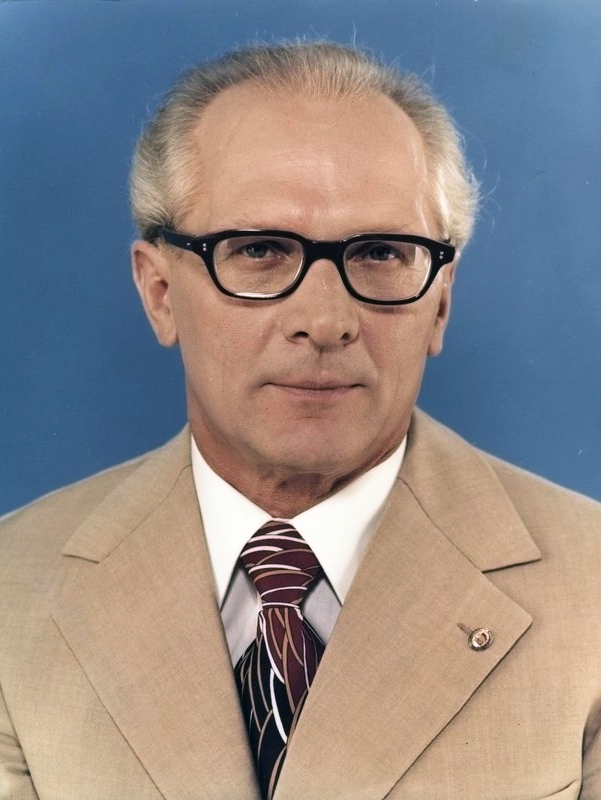
Erich Honecker

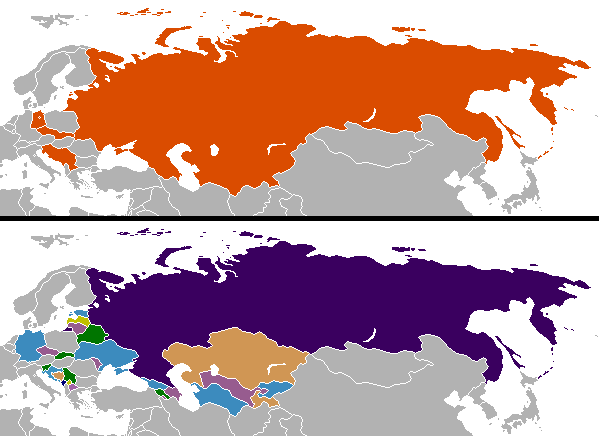
Mudanças nas fronteiras nacionais após o colapso do Bloco de Leste

Em 9 de Novembro de 1989, na sequência de protestos em massa na Alemanha Oriental e do relaxamento das restrições fronteiriças na Checoslováquia, dezenas de milhares de berlinenses orientais inundaram postos de controlo ao longo do Muro de Berlim e atravessaram para Berlim Ocidental. Partes do muro foram derrubadas, levando à reunificação da Alemanha em 3 de outubro de 1990; nessa época, a maior parte dos restos do muro foi demolida. Na Bulgária, no dia seguinte às travessias em massa do Muro de Berlim, o líder Todor Jivkov foi deposto pelo seu Politburo e substituído por Petar Mladenov.
Na Checoslováquia, na sequência dos protestos de cerca de meio milhão de checos e eslovacos exigindo liberdades e de uma greve geral, as autoridades, que tinham permitido viagens para o Ocidente, aboliram disposições que garantiam ao Partido Comunista no poder o seu papel de liderança. O presidente Gustáv Husák nomeou o primeiro governo em grande parte não-comunista na Checoslováquia desde 1948 e renunciou no que foi chamado de Revolução de Veludo.
Desde 1971, a Romênia reverteu o programa de desestalinização. Após crescentes protestos públicos, o ditador Nicolae Ceaușescu ordenou uma manifestação em massa em seu apoio fora da sede do Partido Comunista em Bucareste, mas os protestos em massa contra Ceaușescu prosseguiram. Os militares romenos ficaram do lado dos manifestantes e se voltaram contra Ceaușescu. Eles o executaram após um breve julgamento, três dias depois.
Mesmo antes dos últimos anos do Bloco de Leste, todos os países do Pacto de Varsóvia nem sempre actuaram como um bloco unificado. Por exemplo, a invasão da Checoslováquia em 1968 foi condenada pela Romênia, que se recusou a participar nela. A Albânia retirou-se do Pacto, e do Bloco Oriental, em resposta à invasão. No Camboja, o regime comunista terminou em 1989 e a monarquia foi restaurada em 1993.
Os únicos estados comunistas sobreviventes são China, Vietnã, Cuba e Laos. A sua experiência socialista de Estado estava mais alinhada com a descolonização do Norte Global e o anti-imperialismo em direcção ao Ocidente, em vez da ocupação do Exército Vermelho do antigo Bloco de Leste. A Síria ainda é liderada pela mesma liderança neo-Baathista de durante a Guerra Fria, embora não fosse um estado marxista-leninista. Todos os cinco estados adoptaram reformas económicas em graus variados. A China e o Vietname são geralmente descritos como mais capitalistas de Estado do que Cuba e Laos, mais tradicionalistas. A excepção é a Coreia do Norte, onde todas as referências ao marxismo-leninismo na sua ideologia nacionalista Juche foram gradualmente eliminadas. Este foi o caso anteriormente nos estados pós-soviéticos do Cazaquistão até 2022, no Uzbequistão até 2016, no Turquemenistão até 2006, no Quirguistão até 2005, no Azerbaijão e na  Geórgia até 2003, na Arménia até 1998, na Moldávia até 1997, na Ucrânia e na Bielorrússia até 1994, no Tajiquistão até 1992. Todos os presidentes da Rússia pós-soviética eram membros do Partido Comunista da União Soviética (Boris Iéltsin antes de 1990, Vladimir Putin e Dmitry Medvedev antes de 1991). O Azerbaijão é um Estado autoritário de partido dominante e a Coreia do Norte é um Estado totalitário de partido único liderado pelos herdeiros dos seus líderes do Bloco de Leste, mas ambos eliminaram oficialmente as menções ao comunismo das suas constituições.

## Legado

### Consequências

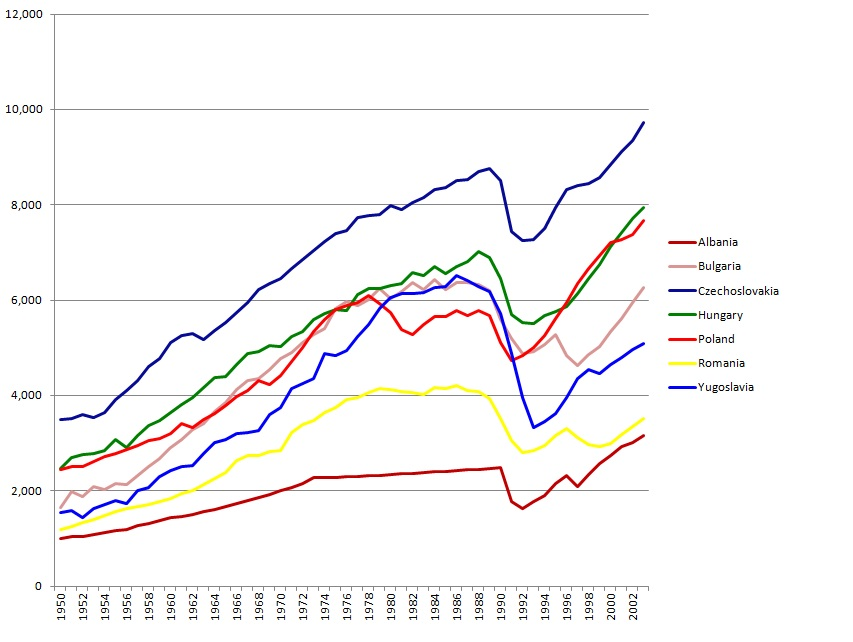
PIB dos países do Bloco Oriental ao longo do final do século 20

Um mapa dos estados comunistas depois de 1993

Escrevendo em 2016, o historiador alemão Philipp Ther afirmou que as políticas neoliberais de liberalização, desregulamentação e privatização "tiveram efeitos catastróficos nos países do antigo bloco soviético" e que a imposição da "terapia de choque" inspirada no Consenso de Washington teve pouco a ver com o futuro crescimento econômico.
Estima-se que sete milhões de mortes prematuras ocorreram na ex-URSS após o seu colapso, com cerca de quatro milhões só na Rússia. A Rússia sofreu a maior queda na esperança de vida durante tempos de paz registada na história, após a queda da URSS. Os estudiosos Kristen Ghodsee e Mitchell A. Orenstein referiram-se a isto como o "cinturão de mortalidade da ex-União Soviética Europeia" e afirmam que poderia ter sido evitado com a implementação de "uma intervenção política de saúde agressiva" que poderia ter "prevenido dezenas de milhares de mortes em excesso."
A pobreza disparou após a queda da URSS; no final da década de 1990, o número de pessoas que viviam abaixo do limiar de pobreza internacional passou de 3% em 1987-88 para 20%, ou cerca de 88 milhões de pessoas. Apenas 4% da região vivia com 4 dólares por dia ou menos antes da dissolução da URSS, mas em 1994, este número disparou para 32%. Na Rússia, as rápidas políticas de privatização e austeridade de Boris Iéltsin apoiadas pelo FMI, resultaram num aumento do desemprego para dois dígitos e na queda de metade da população russa na miséria no início e meados da década de 1990.
O crime, o consumo de álcool, o consumo de drogas e os suicídios dispararam após a queda do Bloco de Leste. O PIB caiu até 50% em algumas repúblicas durante a década de 1990. Em 2000, o PIB da Rússia situava-se entre 30 e 50% da sua produção pré-colapso.
Em 2011, o The Guardian publicou uma análise dos antigos países soviéticos vinte anos após a queda da URSS. Eles descobriram que "o PIB caiu até 50% na década de 1990 em algumas repúblicas... à medida que a fuga de capitais, o colapso industrial, a hiperinflação e a evasão fiscal cobraram seu preço", mas que houve uma recuperação na década de 2000, e em 2010 " algumas economias eram cinco vezes maiores do que eram em 1991." A esperança de vida aumentou desde 1991 em alguns países, mas diminuiu noutros; da mesma forma, alguns realizaram eleições livres e justas, enquanto outros permaneceram autoritários.

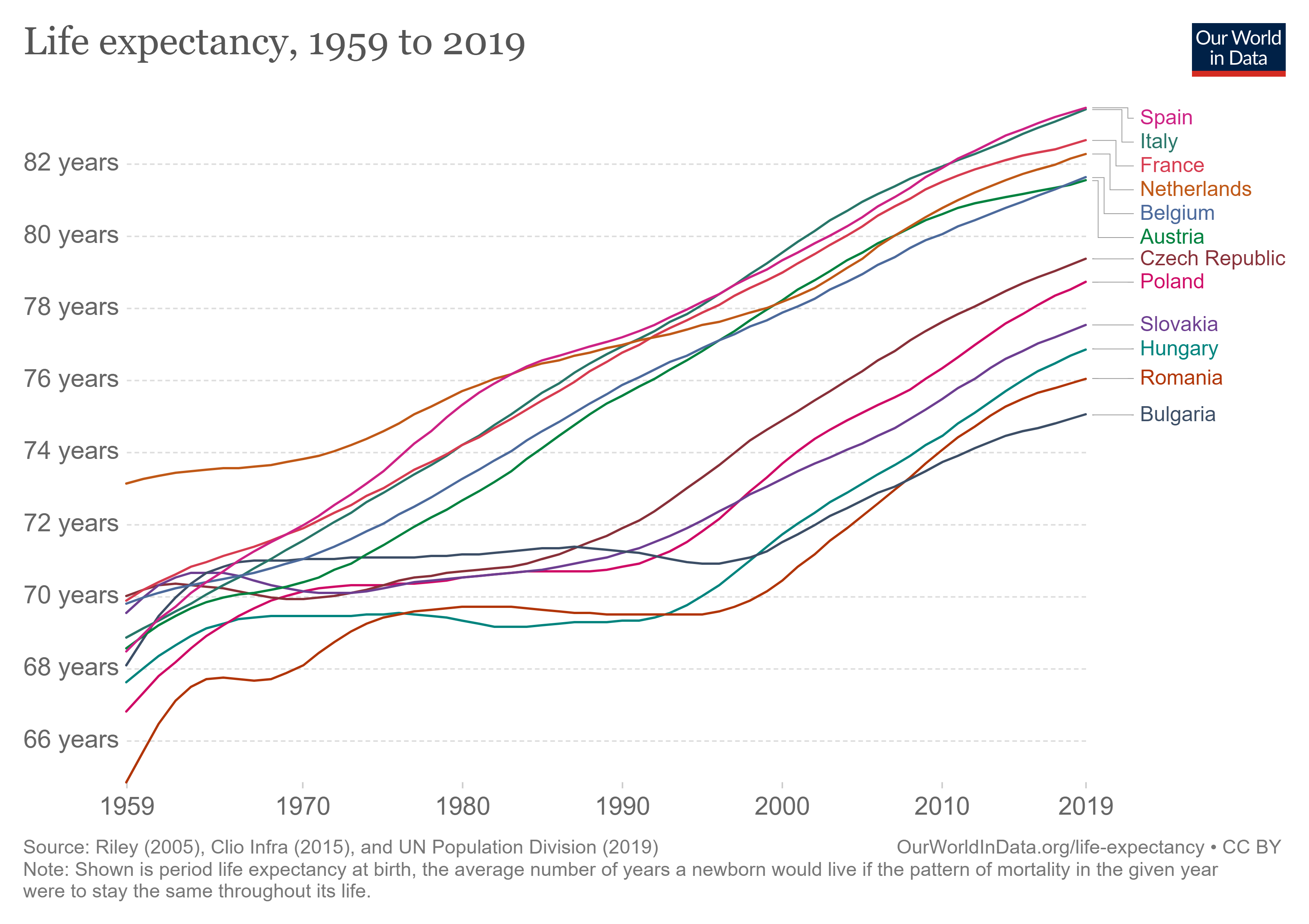
Expectativa de vida de alguns países do Bloco Oriental, em comparação com a Europa Ocidental

No entanto, os estados da Europa Central do antigo Bloco de Leste – Polónia, Hungria, República Checa e Eslováquia – registaram aumentos saudáveis na esperança de vida a partir da década de 1990, em comparação com quase trinta anos de estagnação sob o comunismo. A Bulgária e a Roménia seguiram esta tendência após a introdução de reformas económicas mais sérias no final da década de 1990. Na viragem do século, a maioria das suas economias apresentava fortes taxas de crescimento, impulsionadas pelo alargamento da União Europeia em 2004 e 2007, que viu a Polónia, a República Checa, a Eslováquia, a Hungria, os Estados Bálticos, a Roménia e a Bulgária serem admitidas no União Europeia. Isto levou a melhorias significativas nos padrões de vida, na qualidade de vida, na saúde humana e no desempenho económico nos estados pós-comunistas da Europa Central, em relação aos últimos períodos comunistas e aos primeiros períodos pós-comunistas. Certos países do antigo Bloco de Leste tornaram-se ainda mais ricos do que alguns países da Europa Ocidental nas décadas desde 1989. Em 2006, foi relatado que a República Checa se tornou mais rica do que Portugal, algo também relatado como verdade para a Polónia em 2019.
Em 2016, o think tank libertário Cato Institute afirmou que as análises feitas dos países pós-comunistas na década de 1990 eram "prematuras" e "que os primeiros e rápidos reformadores superaram de longe os reformadores graduais" no PIB per capita, o Índice de Desenvolvimento Humano das Nações Unidas., liberdade política e desenvolveu melhores instituições. O instituto também afirmou que o processo de privatização na Rússia foi "profundamente falho" devido ao facto de as reformas da Rússia serem "muito menos rápidas" do que as da Europa Central e dos Estados Bálticos.
Uma pesquisa do Pew Research Center de 2009 mostrou que 72% dos húngaros, 62% dos ucranianos e búlgaros, 48% dos lituanos e eslovacos, 45% dos russos, 39% dos tchecos e 35% dos poloneses sentiram que suas vidas eram piores depois de 1989, quando os mercados livres se tornaram dominantes. Uma sondagem de acompanhamento realizada pelo Pew Research Center em 2011 mostrou que 45% dos lituanos, 42% dos russos e 34% dos ucranianos aprovaram a mudança para uma economia de mercado. Escrevendo em 2018, os estudiosos Kristen R. Ghodsee e Scott Sehon afirmam que "pesquisas subsequentes e pesquisas qualitativas em toda a Rússia e na Europa Oriental confirmam a persistência desses sentimentos à medida que o descontentamento popular com as promessas fracassadas de prosperidade do mercado livre cresceu, especialmente entre os mais velhos"".
Em 2019, um inquérito da Pew Research sobre a opinião pública europeia colocou duas questões aos cidadãos da Rússia, Ucrânia, Lituânia, Bulgária, Polónia, Chéquia, Eslováquia, Hungria e da antiga Alemanha Oriental: se aprovavam a mudança para uma democracia multipartidária, e se aprovaram a mudança para uma economia de mercado. A mudança para uma democracia multipartidária foi aprovada por 85% dos polacos e alemães orientais, 82% dos checos, 74% dos eslovacos, 72% dos húngaros, 70% dos lituanos, 54% dos búlgaros, 51% dos ucranianos e 43 % de russos. A transição para uma economia de mercado foi aprovada por 85% dos polacos, 83% dos alemães orientais, 76% dos checos, 71% dos eslovacos, 70% dos húngaros, 69% dos lituanos, 55% dos búlgaros, 47% dos ucranianos, e 38% dos russos.

### Estados comunistas remanescentes
Desde 1993, os seguintes países permaneceram estados comunistas:
| País   | Nome local                                                         | Desde | Partido governante                     |
| ------ | ------------------------------------------------------------------ | --- | -------------------------------------- |
| China  | - Em chinês: 中华人民共和国 - Em pinyin: Zhōnghuá Rénmín Gònghéguó | 1º de outubro de 1949                                                                                       | Partido Comunista da China             |
| Cuba   | Em espanhol: República de Cuba                                     | 1º de julho de 1961                                                                                         | Partido Comunista de Cuba              |
| Laos   | Em lao: Sathalanalat Paxathipatai Paxaxon Lao                      | 2 de dezembro de 1975                                                                                       | Partido Popular Revolucionário do Laos |
| Vietnã | Em vietnamita: Cộng hòa xã hội chủ nghĩa Việt Nam                  | 2 de setembro de 1945 (Vietnã do Norte) 30 de abril de 1975 (Vietnã do Sul) 2 de julho de 1976 (Unificação) | Partido Comunista do Vietnã            |

### Trabalhos citados
- Bideleux, Robert; Jeffries, Ian (2007), A History of Eastern Europe: Crisis and Change, ISBN 978-0-415-36626-7, Routledge
- Black, Cyril E.; English, Robert D.; Helmreich, Jonathan E.; McAdams, James A. (2000), Rebirth: A Political History of Europe since World War II, ISBN 978-0-8133-3664-0, Westview Press
- Böcker, Anita (1998), Regulation of Migration: International Experiences, ISBN 978-90-5589-095-8, Het Spinhuis
- Bugajski, Janusz; Pollack, Maxine (13 de junho de 1989). East European Fault Lines: Dissent, Opposition, And Social Activism (em inglês). [S.l.]: Avalon Publishing. ISBN 978-0-8133-7714-8
- Cook, Bernard A. (2001), Europe Since 1945: An Encyclopedia, ISBN 978-0-8153-4057-7, Taylor & Francis
- Crampton, R. J. (1997), Eastern Europe in the twentieth century and after, ISBN 978-0-415-16422-1, Routledge
- Dale, Gareth (2005), Popular Protest in East Germany, 1945–1989: Judgements on the Street, ISBN 978-0714654089, Routledge
- Dowty, Alan (1989), Closed Borders: The Contemporary Assault on Freedom of Movement, ISBN 978-0-300-04498-0, Yale University Press
- Frucht, Richard C. (2003), Encyclopedia of Eastern Europe: From the Congress of Vienna to the Fall of Communism, ISBN 978-0-203-80109-3, Taylor & Francis Group
- Gaddis, John Lewis (2005), The Cold War: A New History, ISBN 978-1-59420-062-5, Penguin Press
- Goertz, Gary (1995), Contexts of International Politics, ISBN 978-0-521-46972-2, Cambridge University Press
- Grenville, John Ashley Soames (2005), A History of the World from the 20th to the 21st Century, ISBN 978-0-415-28954-2, Routledge
- Graubard, Stephen R. (1991), Eastern Europe, Central Europe, Europe, ISBN 978-0-8133-1189-0, Westview Press
- Hardt, John Pearce; Kaufman, Richard F. (1995), East-Central European Economies in Transition, ISBN 978-1-56324-612-8, M.E. Sharpe
- Harrison, Hope Millard (2003), Driving the Soviets Up the Wall: Soviet-East German Relations, 1953–1961, ISBN 978-0-691-09678-0, Princeton University Press
- Krasnov, Vladislav (1985), Soviet Defectors: The KGB Wanted List, ISBN 978-0-8179-8231-7, Hoover Press
- Laqueur, Walter (1994), The dream that failed: reflections on the Soviet Union, ISBN 978-0-19-510282-6, Oxford University Press
- Lipschitz, Leslie; McDonald, Donogh (1990), German unification: economic issues, ISBN 978-1-55775-200-0, International Monetary Fund
- Loescher, Gil (2001), The UNHCR and World Politics: A Perilous Path, ISBN 978-0-19-829716-1, Oxford University Press
- Michta, Andrew A.; Mastny, Vojtech (1992), East Central Europe after the Warsaw Pact: Security Dilemmas in the 1990s, ISBN 978-92-64-02261-4, Greenwood Press
- Miller, Roger Gene (2000), To Save a City: The Berlin Airlift, 1948–1949, ISBN 978-0-89096-967-0, Texas A&M University Press
- Miscamble, Wilson D. (2007), From Roosevelt to Truman: Potsdam, Hiroshima, and the Cold War, ISBN 978-0-521-86244-8, Cambridge University Press
- Navrátil, Jaromír (2006), The Prague Spring 1968: A National Security Archive Document Reader (National Security Archive Cold War Readers), ISBN 978-963-7326-67-7, Central European University Press
- Nekrich, Aleksandr Moiseevich; Ulam, Adam Bruno; Freeze, Gregory L. (1997), Pariahs, Partners, Predators: German–Soviet Relations, 1922–1941, ISBN 978-0-231-10676-4, Columbia University Press
- O'Connor, Kevin (2003), The history of the Baltic States, ISBN 978-0-313-32355-3, Greenwood Publishing Group
- O'Neil, Patrick (1997), Post-communism and the Media in Eastern Europe, ISBN 978-0-7146-4765-4, Routledge
- Pearson, Raymond (1998), The Rise and Fall of the Soviet Empire, ISBN 978-0-312-17407-1, Macmillan
- Philipsen, Dirk (1993), We were the people: voices from East Germany's revolutionary autumn of 1989, ISBN 978-0-8223-1294-9, Duke University Press
- Piotrowski, Tadeusz (2007), Poland's Holocaust: Ethnic Strife, Collaboration with Occupying Forces and Genocide in the Second Republic, 1918-1947, ISBN 978-0-7864-2913-4, McFarland
- Pollack, Detlef; Wielgohs, Jan (2004), Dissent and Opposition in Communist Eastern Europe: Origins of Civil Society and Democratic Transition, ISBN 978-0-7546-3790-5, Ashgate Publishing, Ltd.
- Pugh, Emily (2008). «East Berlin: The Search for a National Building Style and Heimat-GDR» (PDF). The Berlin Wall and the urban space and experience of East and West Berlin, 1961–1989 (PhD). City University of New York. pp. 123–157. Consultado em 10 de fevereiro de 2023
- Roberts, Geoffrey (2006), Stalin's Wars: From World War to Cold War, 1939–1953, ISBN 978-0-300-11204-7, Yale University Press
- Shirer, William L. (1990), The Rise and Fall of the Third Reich: A History of Nazi Germany, ISBN 978-0-671-72868-7, Simon and Schuster
- Sillince, John (1990), Housing policies in Eastern Europe and the Soviet Union, ISBN 978-0-415-02134-0, Routledge
- Smith, David James; Pabriks, Artis; Purs, Aldis; Lane, Thomas (2002), The Baltic States: Estonia, Latvia and Lithuania, ISBN 978-0-415-28580-3, Routledge
- Roht-Arriaza, Naomi (1995), Impunity and human rights in international law and practice, ISBN 978-0-19-508136-7, Oxford University Press
- Teichova, Alice; Matis, Herbert (2003), Nation, State, and the Economy in History, ISBN 978-0-521-79278-3, Cambridge University Press
- Tucker, Robert C. (1992), Stalin in Power: The Revolution from Above, 1928–1941, ISBN 978-0-393-30869-3, W. W. Norton & Company
- Turner, Henry Ashby (1987), The Two Germanies Since 1945: East and West, ISBN 978-0-300-03865-1, Yale University Press
- Turnock, David (1997), The East European economy in context: communism and transition, ISBN 978-0-415-08626-4, Routledge
- Turnock, David (2006). The Economy of East Central Europe 1815-1989: Stages of Transformation in a Peripheral Region (em inglês). [S.l.]: Routledge. ISBN 978-0-415-18053-5
- Wettig, Gerhard (2008), Stalin and the Cold War in Europe, ISBN 978-0-7425-5542-6, Rowman & Littlefield
- Williams, Kieran (1997), The Prague Spring and its Aftermath: Czechoslovak Politics, 1968–1970, ISBN 978-0-521-58803-4, Cambridge University Press
- Zwass, Adam (1984). The Economies of Eastern Europe in a Time of Change (em inglês). [S.l.]: M.E. Sharpe. ISBN 978-0-87332-245-4